# Agnetz
Agnetz [aɲɛ(ts)] est une commune française située dans le département de l'Oise, en région Hauts-de-France.
Elle fait partie de l'aire d'attraction de Paris.

## Géographie

### Localisation
La commune d'Agnetz est située à 58 km au nord de Paris, 25 km à l'est de Beauvais, 33 km à l'ouest de Compiègne et 57 km au sud d'Amiens. La commune, occupe une surface de 1 292 ha 47 a et 85 ca,.

### Communes limitrophes
Les communes limitrophes sont  Airion, Ansacq, Clermont, Fitz-James, La Neuville-en-Hez, Neuilly-sous-Clermont et Étouy.
| Étouy              |                       | Airion     |
| La Neuville-en-Hez | Agnetz                | Fitz-James |
| Ansacq             | Neuilly-sous-Clermont | Clermont   |

### Topographie et géologie
Le territoire de la commune, l'une des plus étendues de l'ancien canton, a sa dimension principale du nord au sud.
Adossé vers l'ouest à la forêt de Hez-Froidmont, il est traversé par un coteau à pentes boisées (montagne du Héron), au-dessus duquel règne un plateau découvert qui atteint les limites méridionales du canton. Au nord est une plaine sablonneuse à niveau inégal et à sol varié, arrosé par la rivière de la Brêche qui forme en outre avec celle de l'Arré une partie de la limite orientale. La commune s'étend entre 50 et 163 mètres au-dessus du niveau de la mer. Le point culminant du territoire se trouve au lieu-dit « le Télégraphe », à la limite communale avec Clermont, au sud-est tandis que le point le plus bas se situe près du stade municipal de cette dernière commune, au bord du ruisseau de la Garde. L'église paroissiale d'Agnetz est située à 90 mètres au-dessus du niveau de la mer, les hameaux de Gicourt et Ronquerolles et Ramecourt se localisent à 60 mètres d'altitude et le hameau de Boulincourt se trouve à 82 mètres d'altitude.
Le sable forme tous les talus des coteaux depuis la forêt de Hez-Froidmont. Ce sable est généralement jaune-verdâtre ou mêlé de grains verts, rubané par des nuances variées depuis le blanc jusqu'au fauve. Il paraît ainsi aux sablonnières de Boulincourt. Il y a de l'argile plastique à Gicourt, au-dessous du bourg. Le terrain de transport est indiqué sur les talus par quelques galets et coquilles brisées. Les coteaux, offrent depuis les hauteurs une disposition identique de calcaire, mais avec une plus grande puissance. Les anciennes carrières comprennent des nids de magnésie carbonatée dans les interstices de ces bancs. Le petit marais par lequel le ruisseau de Boulincourt descend vers Ronquerolles paraît rempli d'une légère couche tourbeuse. La craie noduleuse apparaît dans la vallée de la Brêche. Des alluvions modernes tapissent le fond de cette rivière. Une argile de formation lacustre (argile plastique) contenant du lignite pyritieux et recouvert par du sable jaune s'étend vers la commune. Celle-ci apparaît également à Gicourt et au-dessous d'Agnetz. La disposition des couches de calcaire grossier et leur nature paraît indiquer, également près Agnetz, un rivage du bassin dans lequel ce calcaire s'est formé. Un petit amas d'argile à silex est situé entre le village et la route départementale 929.
La commune se trouve en zone de sismicité 1.

### Hydrographie et eau potable
La Brêche, rivière prenant sa source à Reuil-sur-Brêche et se jetant dans l'Oise à Villers-Saint-Paul est le principal cours d'eau traversant la commune d'Agnetz.
Venant d'Etouy, elle passe par le moulin à eau du Pont-Roy (détruit) puis par le Petit Moulin du Pont-Roy. Elle suit son cours en traversant Ronquerolles, Broquier puis Ramecourt avant de traverser la commune voisine de Clermont. Vers Ronquerolles, la rivière se divise en plusieurs bras.
D'autres ruisseaux appelés « rû » se trouvent sur le territoire :  parmi les plus importants, le ru de la Garde, prenant sa source en forêt de Hez-Froidmont, plus précisément à l'étang du fond de la Garde à La Neuville-en-Hez. Il rejoint ensuite Boulincourt, Gicourt et Ramecourt avant de se jeter dans la Brêche à Clermont. Le rû du Pont de Terre prend naissance à l'ouest de Ronquerolles avant de se jeter dans la Brêche à Broquier. Le rû des Ecoullaux débute au pied du bourg avant de rejoindre Clermont.
Le ru du Héron, naît dans le bois d'Agnetz, sur la montagne du Héron, au-dessus du hameau du même nom et se jette dans le rû de la Garde au lieu-dit de la Grande Couture. L'Arré, petite rivière prenant sa source à Saint-Just-en-Chaussée et se jetant dans la Brêche à Clermont constitue une partie de la limite Est de la commune,.
Plusieurs moulins à eau sont situés à Ronquerolles, sur le cours de la Brêche. Un lavoir se trouve également à Ronquerolles, appelé lavoir de Lessier. Les zones les plus basses du territoire se situent au-dessus de plusieurs nappes phératiques.

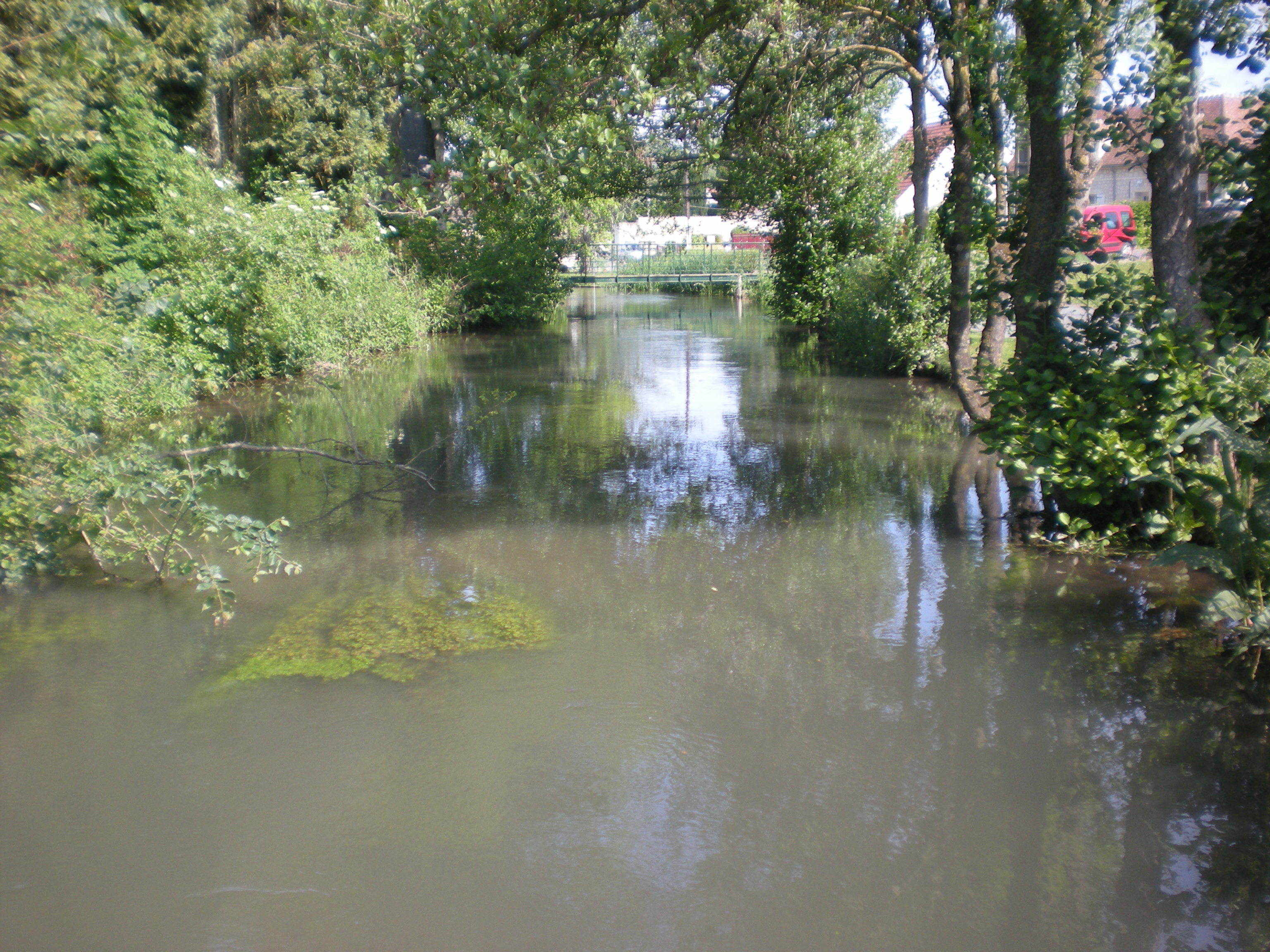
La Brêche à Ronquerolles depuis rue Dorée.
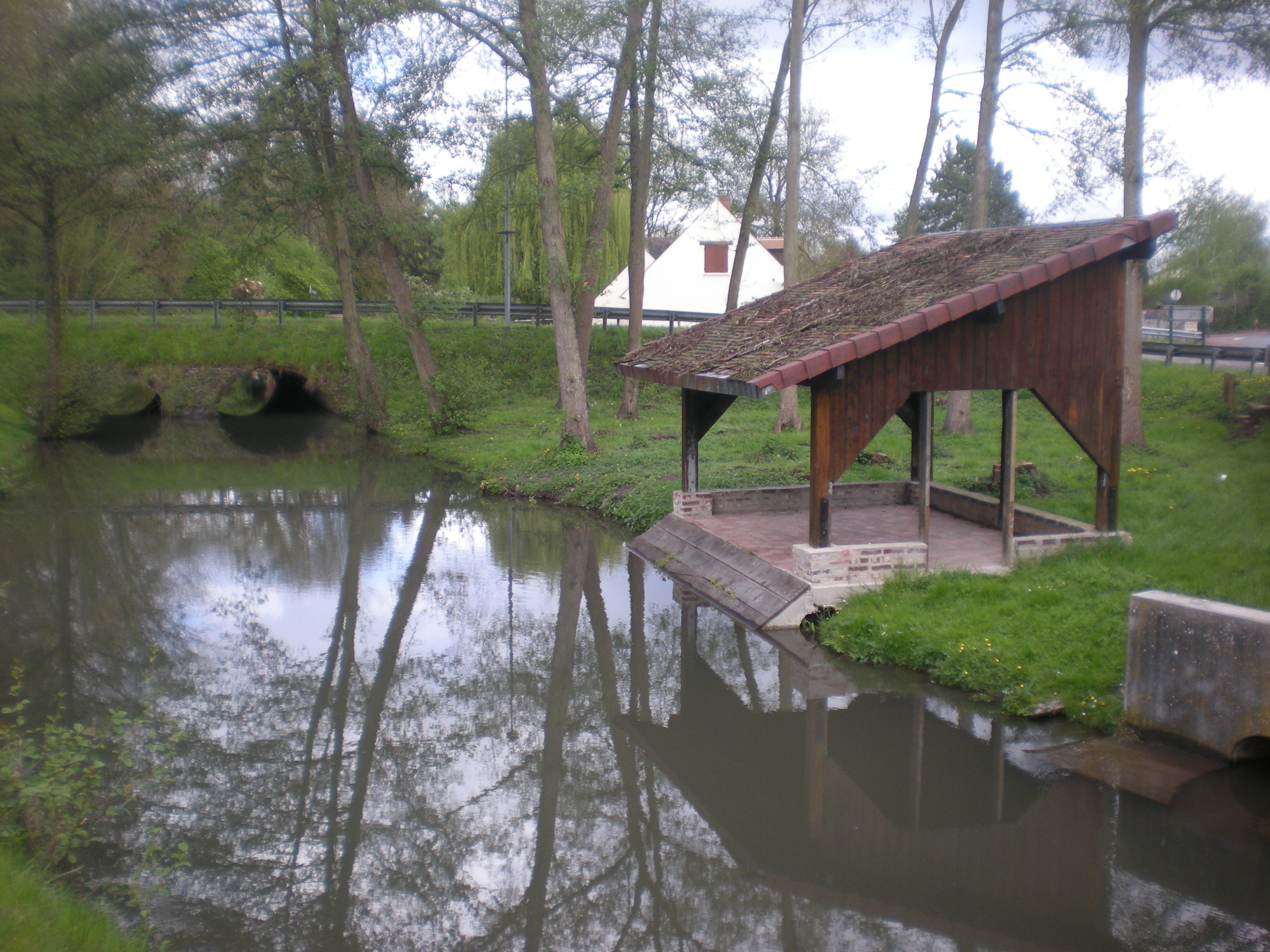
Le lavoir de Lessier, à Ronquerolles.
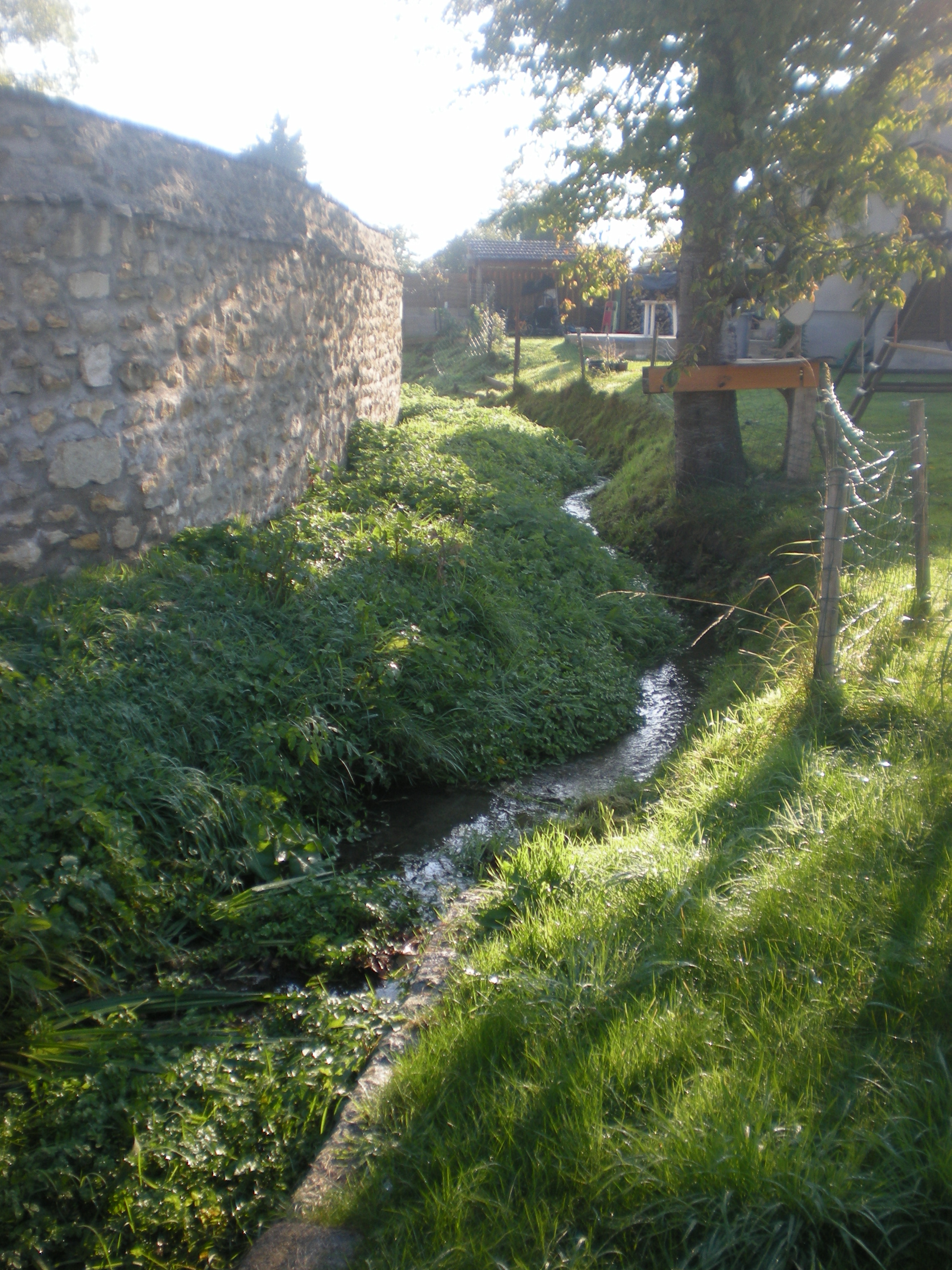
Le rû de la Garde à Gicourt

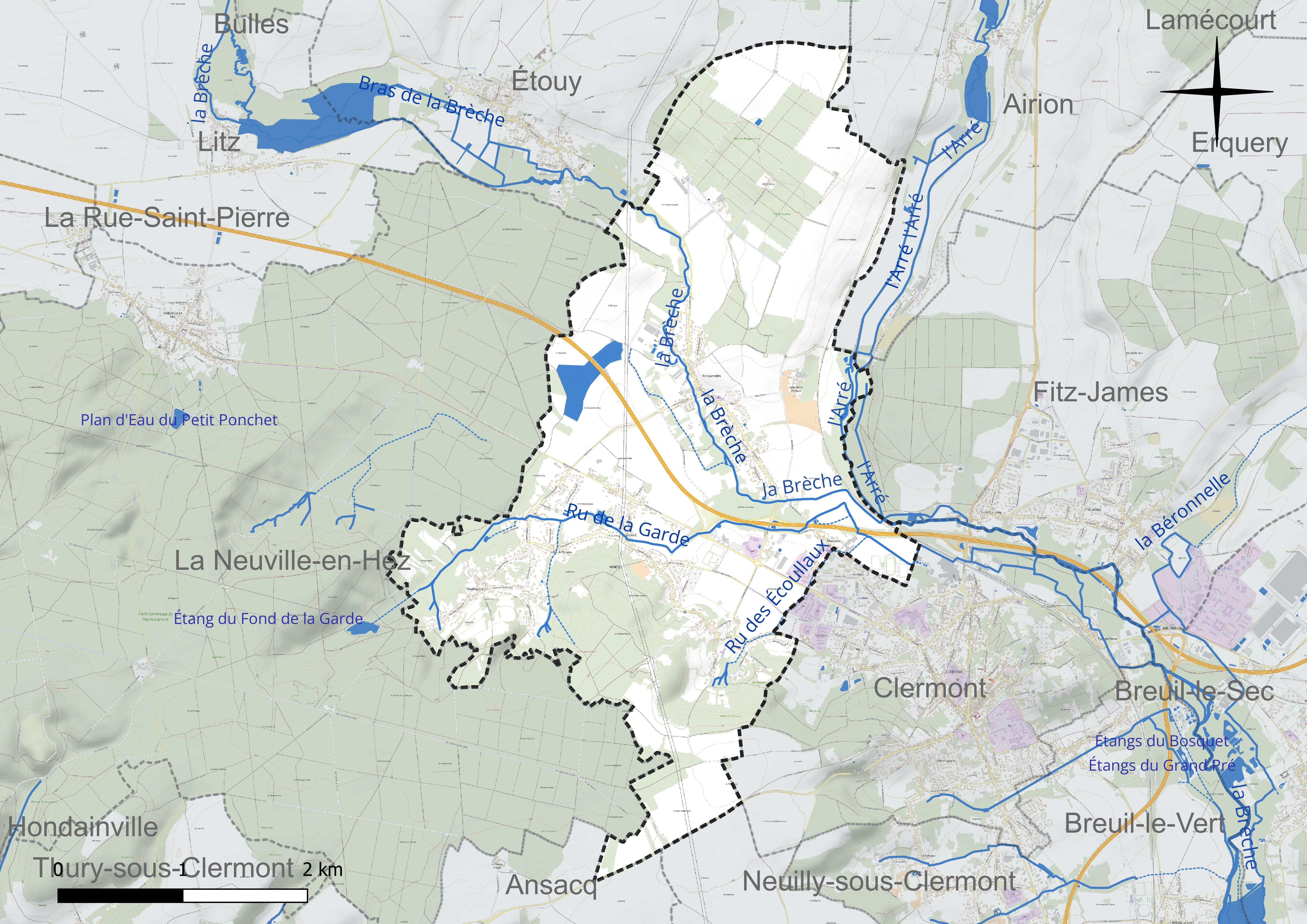
Réseau hydrographique d'Agnetz.

### Voies de communications et transports

#### Réseau routier

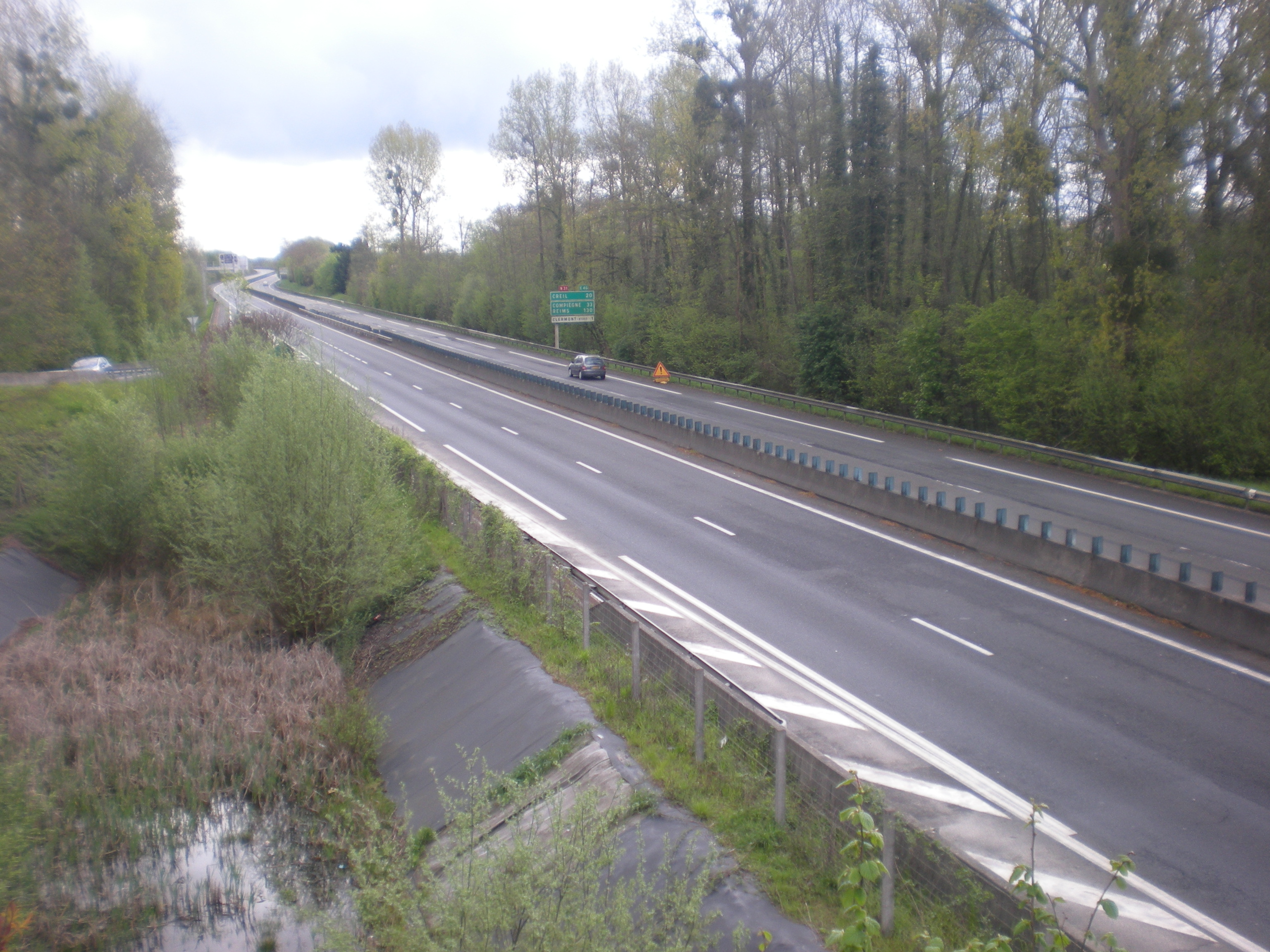
La route nationale 31 à l'échangeur de Ronquerolles.

La commune d'Agnetz est traversée par la route nationale 31 qui relie Rouen à Reims, également route européenne 46. Cet axe est aujourd'hui remplacé par une voie express dans un premier temps 1987 pour la déviation de Clermont-de-l'Oise puis dans un second temps en 1995 pour éviter le hameau de Gicourt et le village de La Neuville-en-Hez. L'ancienne voie, autrefois route royale, passait par la forêt de Hez-Froidmont, le hameau de Gicourt, le carrefour de la Croix Verte puis se dirigeait dans la ville de Clermont. Le hameau de Gicourt était situé au kilomètre 100 de cet itinéraire. Un échangeur permet de sortir et d'accéder à la voie rapide au sud de Ronquerolles.
La D 931, route nationale déclassée entre Therdonne et Catenoy, passe par Clermont, la Croix-Verte, Gicourt et la forêt de Hez-Froidmont. La D 151, route départementale de Clermont à Grandvilliers traverse également la commune par le hameau de Ronquerolles puis se dirige ensuite vers Étouy. Avant la construction de la déviation de la route nationale 31, cette départementale partait de la croix Saint-Laurent à Clermont et passait par le hameau de Ramecourt. Elle débute aujourd'hui au rond-point de la Croix-Verte et passe directement par Ronquerolles.
Le village d'Agnetz ses hameaux (Ronquerolles, Boulincourt, Gicourt et Ramecourt) sont reliés par de nombreuses routes communales. Ces voies s'étendent également au-delà de la commune pour relier les hameaux, villages et villes situés aux alentours. Ainsi, les communes de Airion, de Clermont mais aussi de Fitz-James par l'intermédiaire du haras de Fitz-James (commune d'Airion) sont accessibles depuis la commune d'Agnetz.

#### Transports en commun

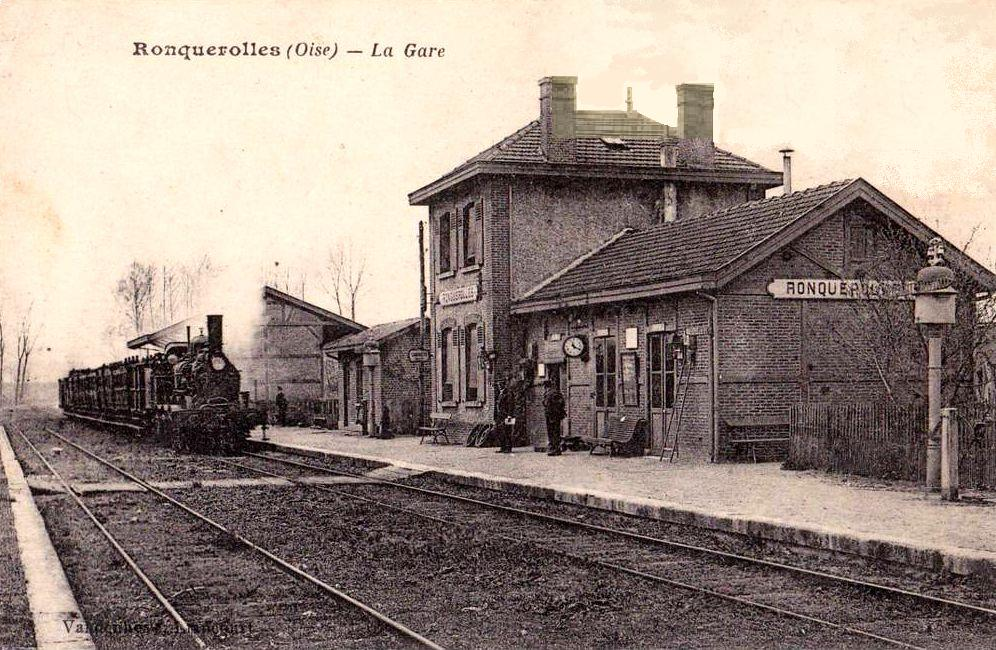
L'ancienne gare de Ronquerolles.

Une partie de la ligne de Paris-Nord à Lille traverse la limite Est de la commune entre les communes de Clermont et d'Airion. De nos jours, la gare la plus proche est celle de Gare de Clermont-de-l'Oise, sur la ligne de Paris-Nord à Lille à 2 km à l'est de la commune.
La commune est desservie, en 2023, par le réseau interurbain de l'Oise par les lignes 606, 623, 6137, 6341, 6342, 6343, 6344, 6345, 6346, 6347, 6348, 6351, 6352, 6353 et 6354.
Les communes d'Agnetz, Breuil-le-Sec, Breuil-le-Vert, Clermont, Fitz-James et Neuilly-sous-Clermont, se dotent, le 15 décembre 2014, d'un réseau de transport urbain dénommé Lebus. En 2019, celui-ci est constitué de trois lignes d'autobus régulières reliant : 
1. Fitz-James (Centre Aquatique) ↔ Breuil-le-Sec (Croix Blanche) ;
2. Breuil-le-Vert (Grand Air) ↔ Clermont (Fernel) ;
3. Neuilly-sous-Clermont (Grande-rue) ↔ Clermont (Gare SNCF)

ainsi que d'une ligne de transport à la demande,.
Ce réseau est géré depuis le 1er janvier 2019 par la communauté de communes du Clermontois. La commune est desservie, en 2023, par les lignes 2 et 4 de ce réseau.
Agnetz est située à 43 km de l'aéroport Paris-Charles-de-Gaulle et à 22 km de l'aéroport de Paris Beauvais Tillé.

#### Liaisons douces

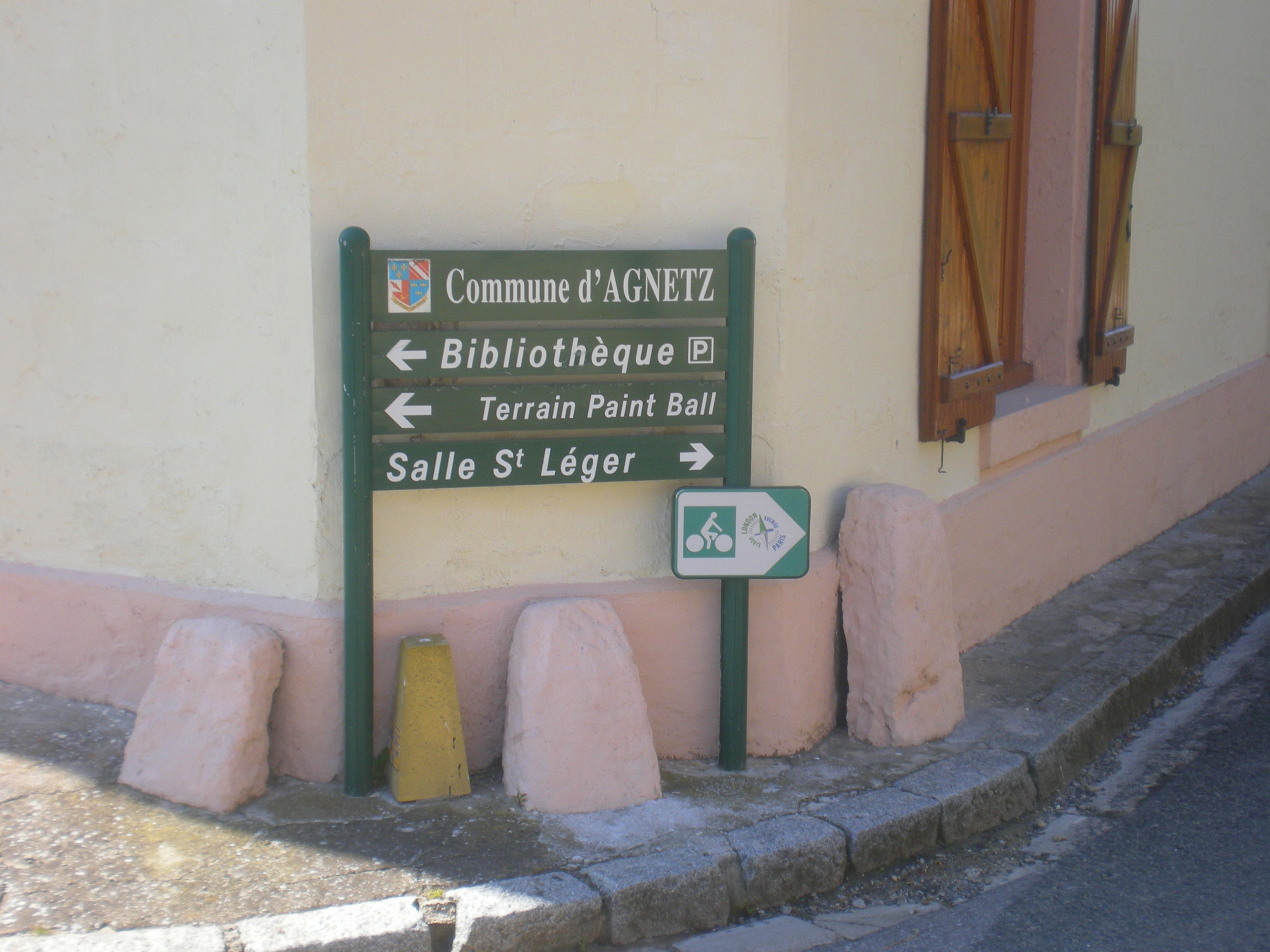
Panneau de signalisation de l'avenue verte London - Paris, à l'angle des rues de l'Église et de la Montagne.

Agnetz est traversée une variante l'avenue verte Londres - Paris, se séparant du trajet principal à Gournay-en-Bray pour le rejoindre à Conflans-Sainte-Honorine. Lorsqu'il traverse le bourg, cet itinéraire passe par les rues de Faÿ, de l'église, et de la Fontaine-Saint-Léger. Il se dirige passe par le hameau Gicourt par les rues Robert-Weiss et des Muids. Il quitte la commune par l'avenue de la forêt de Hez par laquelle il rejoint le point de départ de la Trans'Oise, voie verte reliant en partie Gicourt à Beauvais.

### Climat
Pour des articles plus généraux, voir Climat des Hauts-de-France et Climat de l'Oise.
En 2010, le climat de la commune est de type climat océanique dégradé des plaines du Centre et du Nord, selon une étude du CNRS s'appuyant sur une série de données couvrant la période 1971-2000. En 2020, Météo-France publie une typologie des climats de la France métropolitaine dans laquelle la commune est exposée à un climat océanique et est dans la région climatique Nord-est du bassin Parisien, caractérisée par un ensoleillement médiocre, une pluviométrie moyenne régulièrement répartie au cours de l’année et un hiver froid (3 °C).
Pour la période 1971-2000, la température annuelle moyenne est de 10,6 °C, avec une amplitude thermique annuelle de 14,3 °C. Le cumul annuel moyen de précipitations est de 667 mm, avec 11,1 jours de précipitations en janvier et 8,3 jours en juillet. Pour la période 1991-2020, la température moyenne annuelle observée sur la station météorologique la plus proche, située sur la commune de Creil à 16 km à vol d'oiseau, est de 11,2 °C et le cumul annuel moyen de précipitations est de 662,2 mm,. Pour l'avenir, les paramètres climatiques de la commune estimés pour 2050 selon différents scénarios d'émission de gaz à effet de serre sont consultables sur un site dédié publié par Météo-France en novembre 2022.

### Milieux naturels

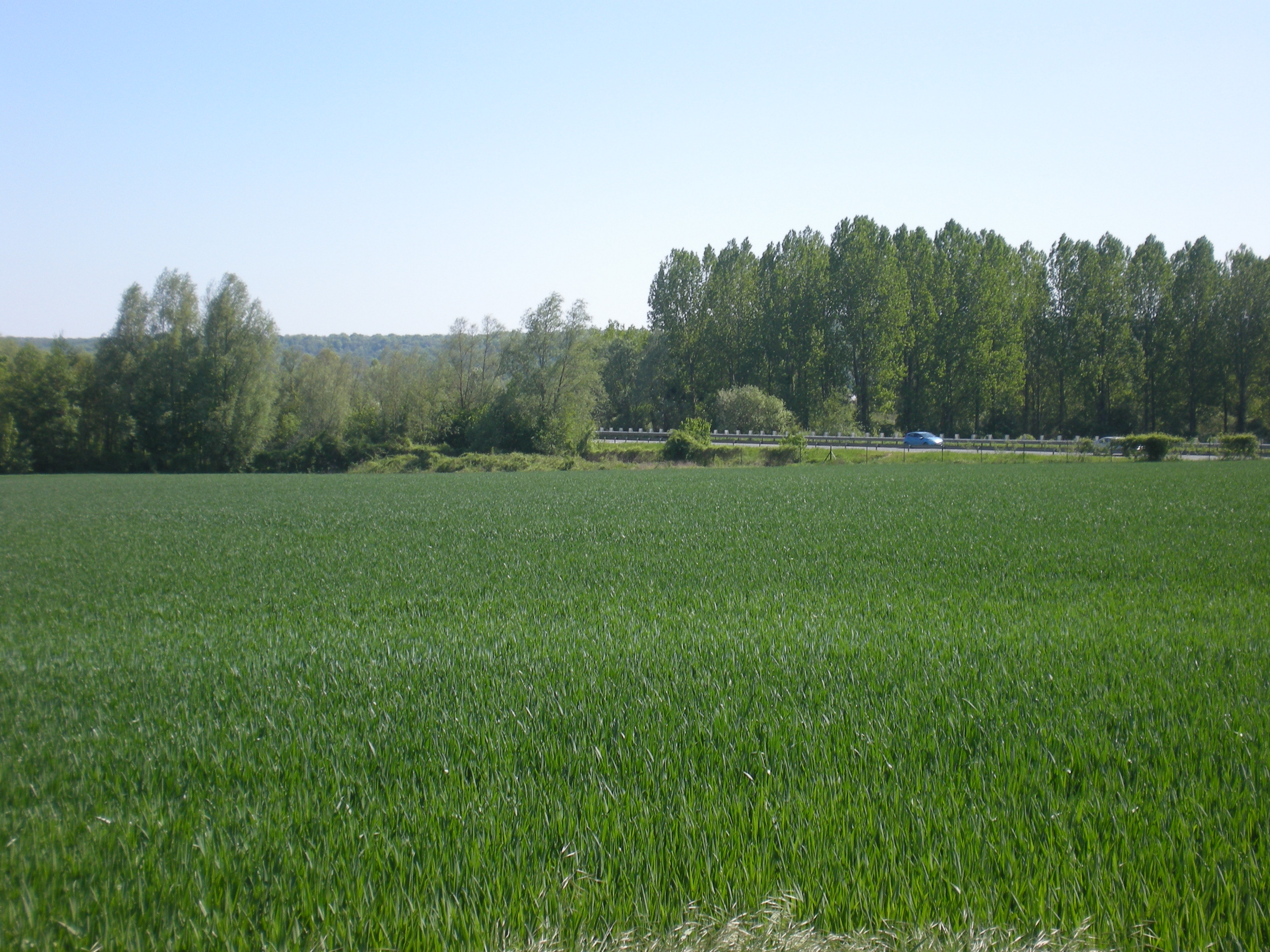
Le Grand Marais depuis les champs, à l'ouest de la commune.

Hormis les zones urbanisées, qui représentent 15,5 % de la superficie de la commune, le territoire se compose de 456 hectares d'espaces boisés (34,5 %) qui se trouvent majoritairement à la limite sud de la commune, en continuité de la forêt de Hez-Froidmont (dont quatre parcelles se situent sur la commune) tel que les Bois de la commune ou Bois d'Agnetz. À l'ouest, à proximité du hameau de Boulincourt et de Ronquerolles, les bois côtoient des périmètres marécageux dus au ruisseau de la Garde ou à la rivière de la Brêche. Trois autres bois se trouvent au nord de la commune : les bois Allio, de Ronquerolles et de Bourbon. Les prairies et vergers réunissent 113 hectares (8,5 %) mais les cultures dominent nettement l'ensemble de la commune en couvrant près de 533 hectares, soit 40,2 % de la superficie du territoire. Les mares, marais et zones humides, tel que le Grand Marais, à l'ouest de la commune ou les quelques bassins le long de la Brêche constituent 4 hectares du territoire (0,4 %). L'ensemble des délaissés urbains et ruraux, des landes, des rochers et éboulis rassemble en 2014 moins de 1 % des milieux naturels de la commune,. Les bois périphériques à la forêt de Hez-Froidmont ainsi que les bords de la Brêche faisant partie du réseau de cours d'eau salmonicoles du plateau picard sont inscrits en zone naturelle d'intérêt écologique, faunistique et floristique de type 1,.
Les différentes zones boisées se trouvent sur le passage d'un ou plusieurs corridors écologiques potentiels. La liaison biologique entre la forêt de Hez-Froidmont et le bois de Ronquerolles se situe sur un biocorridor de grande faune(sangliers et chevreuils).

## Urbanisme

### Typologie
Au 1er janvier 2024, Agnetz est catégorisée ceinture urbaine, selon la nouvelle grille communale de densité à sept niveaux définie par l'Insee en 2022.
Elle appartient à l'unité urbaine de Clermont, une agglomération intra-départementale regroupant cinq  communes, dont elle est une commune de la banlieue,,. Par ailleurs la commune fait partie de l'aire d'attraction de Paris, dont elle est une commune de la couronne,.

### Occupation des sols
L'occupation des sols de la commune, telle qu'elle ressort de la base de données européenne d’occupation biophysique des sols Corine Land Cover (CLC), est marquée par l'importance des territoires agricoles (51,6 % en 2018), en diminution par rapport à 1990 (55 %). La répartition détaillée en 2018 est la suivante : 
terres arables (42 %), forêts (34,3 %), zones urbanisées (14,2 %), zones agricoles hétérogènes (7,3 %), prairies (2,2 %). L'évolution de l’occupation des sols de la commune et de ses infrastructures peut être observée sur les différentes représentations cartographiques du territoire : la carte de Cassini (XVIIIe siècle), la carte d'état-major (1820-1866) et les cartes ou photos aériennes de l'IGN pour la période actuelle (1950 à aujourd'hui).

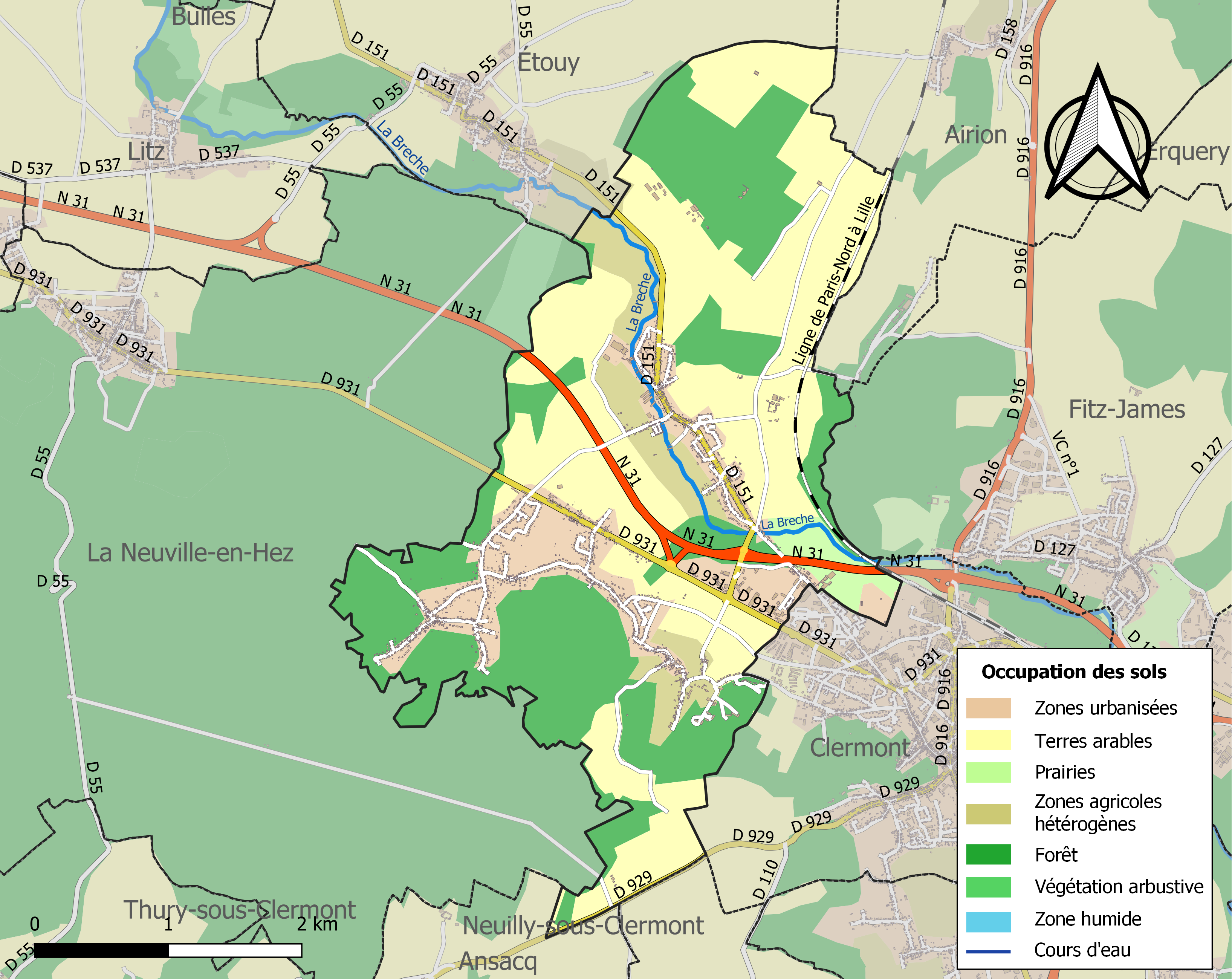
Carte des infrastructures et de l'occupation des sols de la commune en 2018 (CLC).

### Hameaux et lieux-dits
La commune est composée de cinq hameaux :
- Le bourg d'Agnetz, situé sur un coteau de la vallée de la Brêche au pied du bois du même nom, au sud de la commune.
- Ronquerolles, construit le long de la D 151 et s'étendant sur les rives de la Brêche, au nord.
- Boulincourt, aux limites de la forêt de Hez-Froidmont, au sud-ouest.
- Gicourt, sur la D 931, à l'ouest d'Agnetz.
- Ramecourt, communiquant avec Clermont, au sud-est du territoire.

Un lieu-dit habité : la Rue de l'Empire.

### Morphologie urbaine
Durant la fin du XIXe siècle, le village d'Agnetz était composé de 49 maisons disposées en trois rues principales, les rues du Marais, de l'Église et de la Fontaine-Saint-Léger est situé à mi-côte d'une colline boisée dans une position pittoresque. Le hameau de Boulincourt comptait 73 maisons groupées en une longue rue, dans un vallon situé à la lisière de la forêt de Hez-Froidmont. Le lieu-dit de la Rue-de-l'Empire se composait d'un groupe de dix maisons entre Gicourt et Boulincourt. Ronquerolles, avec ses 98 feux, constituait l'agglomération la plus importante de la commune d'Agnetz. Ce hameau est situé sur la rive gauche de la Brêche, au nord et à trois kilomètres d'Agnetz. Ramecourt était un écart de seize maisons, assez rapproché de Ronquerolles. L'ancien hameau de Broquier, entre Ronquerolles et Gicourt, n'avait plus qu'une maison. La Croix-Saint-Laurent et l'Équipée étaient deux écart de cinq et de quatre maisons aux portes de ClermontLe hameau de Fay-sous-Clermont (appelé aujourd'hui Faÿ) était un autre hameau de 36 maisons sur un coteau à peu de distance de Clermont.
De nos jours, les hameaux de Boulincourt et de Gicourt sont réunis en une seule et même agglomération continue avec le bourg d'Agnetz. Elle englobe également l'écart de la Rue-de-l'Empire. Le hameau de Ramecourt se trouve dans la continuité de la ville de Clermont. Le hameau de Ronquerolles s'est étendu le long de la D 151 pour se trouver à une courte distance de Ramecourt. Le hameau de Broquier n'existe plus, l'emplacement est indiqué par une croix. L'ancien hameau de Faÿ a été réuni à la commune de Clermont en 1960 le transformant alors en l'un des quartiers de cette ville, l'Équipée et la Croix-Saint-Laurent également. La commune fait partie de l'aire urbaine et de l'unité urbaine de Clermont totalisant 20 979 habitants en 2009.

## Toponymie
La commune porta les noms suivants:
- 1152 : « Anès »
- 1170 : « Aneth »
- 1190 : « Anet »
- 1206 : « Anetum », « Annetum » ou « Anneticum »
- 1280 : « Ennès » puis « Agnet », « Anest »
- XVIIIe siècle : « Agnets », « Agnès » ou « Agnez »
- De nos jours : « Agnetz »

Toponyme désignant des lieux situés près de l’eau (Ana=eau).
Le hameau de Gicourt s'est appelé « Giscort » en 1183. Boulincourt s'appela « Bolleincurt » en 1202, « Boulencort » en 1232, « Boullancourt » en 1239, au nom de « Boulincourt » en 1273 pour changer ensuite de nom : « Bouleincourt » en 1303 puis « Boulaincourt » en 1373.
Le hameau de Ronquerolles se nomma « Ronckeroles » en 1151, « Ronkerroles » en 1201, « Roncroi » en 1210 puis « Roncelorae ». Son nom désignait sans doute à l'origine un lieu rempli de ronces.
Ramecourt s'est appelé « Ramericourt » en 1152, « Ramercaurt » en 1190, puis « la cauchie de Ramecourt ».
La ferme de Saint-Rémy-l'Abbaye s'appelait autrefois Saint-Rémy-sous-Clermont.

## Histoire

### Moyen Âge
On trouve, aux XIIe et XIIIe siècles, quelques seigneurs qui ont porté le nom d'« Agnetz », Gauthier en 1152, Eudes en 1206, Guillaume, Gauthier et Wasson en 1230, tous chevaliers.
La seigneurie se divisa plus tard et, à la fin du Moyen Âge, on comptait à Agnetz quatre fiefs : celui d'Agnetz, comprenant la plaine d'Agnetz jusqu'au hameau de Broquier ; le fief de la mairie d'Agnetz, comprenant des maisons dans le village, le vignoble et les aulnois d'Agnetz et les terres à gauche du chemin de la Garde ; le fief d'Hannap-le-Comte, allant du Plessier-Billebaut (actuelle commune d'Ansacq) à la pointe de Béthancourtel (actuelle commune de Clermont), et comprenant les trièges du Camp-des-Cerfs (actuelle commune de La Neuville-en-Hez, de la carrière Lagache (actuelle commune de Clermont) et Notre-Dame des Bouillets ; le fief de Despert-de-Coudun, s'étendant sur les prés Le Comte, partie de la chaussée de Fitz-James jusqu'à Ronquerolles.
La cure était à la nomination de l'abbaye Saint-Germer-de-Fly, qui percevait un quart des dîmes de la localité. Les trois autres quarts étaient à l'abbaye de Lannoy. Le Couvent des Cordeliers de Notre-Dame-de-la-Garde, le hameau du Grand-Fitz-James, la rue des Pourceaux (actuelle rue Pierre-Viénot à Clermont) appartenaient anciennement à la paroisse d'Agnetz.
Ronquerolles fut, au Moyen Âge, le siège d'une seigneurie importante qui appartenait d'abord à une famille de son nom. Anseau II de Ronquerolles, figure comme témoin dans de nombreux actes de 1190 à 1218. Il fut l'un des combattants de la bataille de Bouvines en 1214. Son fils Eudes, chevalier, était à la cinquième croisade en 1220. Névélon en 1250 et Simon en 1280 étaient seigneurs de cette terre.
Au XIVe siècle, elle appartient à Billebaut de Trie, seigneur de Fresnes, qui la vendit à Jean-Paix-est-Bonne. Elle fut ensuite acquise par le duc de Bourbon qui en 1373 possédait la moitié de la terre de Ronquerolles, l'autre moitié était à Jean, sire de Bazentin. Cette seigneurie comprenait alors : des terres, vignes, les marais sous la forêt, des avenages, le manoir de Reuil-sur-Arré, des cens et rentes en la ville de Ronquerolles, les hôtes de Roberville avec leurs hosties, les cens de Ramecourt, Reuil et Crécy, les voiries de Ronquerolles, 160 arpents de bois et enfin la taille de Ronquerolles montant à 40 livres. Cette taille était répartie par les habitants eux-mêmes et perçue par des pairs qu'ils choisissaient parmi eux. Les habitants avaient ainsi obtenu de leurs seigneurs l'abandon à la taille, qui subsistait la convention à l'arbitraire. Le manoir du seigneur, sire de Bazentin, sis à Ronquerolles, contenait un donjon clos de murs et de fossés à eau, avec basse-cour et jardin. Le duc de Bourbon céda en 1394 à Raoul de Flavy une partie de sa terre de Ronquerolles, en échange de l'abandon par Raoul de ses droits sur l'étang de Crécy.
Il se trouvait au hameau de Gicourt un manoir seigneurial dont les fossés étaient encore visibles au XIXe siècle. Celui-ci aurait été pendant quelque temps habité par Gabrielle d'Estrées où Henri IV lui aurait rendu plusieurs visites. Ce château fut d'abord à une famille nommée « De Gicourt » : Wernon, chevalier, en 1190, Raoul en 1197, Bernard en 1222 étaient possesseurs de cette terre qui appartenait en 1373 à Gilles d'Espaières. En 1378, Louis II de Bourbon, comte de Clermont, accorda au seigneur de Gicourt, à ses gens et serviteurs, droit d'usage, chauffage, pâturage et panage dans la forêt de Hez-Froidmont.
La seigneurie de Boulincourt appartenait à l'origine à une famille qui avait pris ce nom : on peut citer Aubert de Boulincourt en 1202, Emeline en 1218, Jean en 1239, Eudes en 1267, Marie en 1273, Robert en 1308, Guillaume vers 1350. Cette terre passa ensuite aux Mirelessart par alliance : Jean de Mirelessart était seigneur de Boulincourt en 1352, Witasse en 1373. Ces seigneurs avait dans la forêt de Hez-Froidmont un droit d'usage, consistant dans le droit d'y mener paître douze vaches, d'y mettre en paisson douze pourceaux et de prendre pour brûler et bâtir en leur manoir de Boulincourt tout le bois dont ils pouvaient avoir besoin.
Il existait en 1373 au hameau de Ramecourt quatre fiefs tenus par Tristan de Choisy, Philippe d'Auvillers, Martin de Vendeuil et Oudart le Cordelier. Les dîmes du territoire de Ronquerolles étaient levées par le prieur de Saint-Rémy-l'Abbaye à raison de huit pour cent.
On voyait au XIXe siècle, au-dessus de Ronquerolles, au lieu-dit le Chaufour, un vaste souterrain assez long et composé de plusieurs galeries. Il s'agissait d'une muche ou souterrain-refuge, composé de plusieurs galeries d'une grande étendue.
On semait à Ronquerolles du lin d'une espèce différente de celui de Bulles.

### De la Renaissance auXVIIesiècle
Aux XVe et XVIe siècles, la seigneurie de Boulincourt aux Du Breuil qui l'unirent à leur terre de Gicourt. Il existait dans ce hameau une chapelle à la collation de l'évêque : elle cessa d'être desservie au XVIIe siècle. La seigneurie de Gicourt était en 1539 à François Du Breuil, qui était aussi seigneur de Boulincourt : ces deux seigneuries furent réunies. Quelques titres donnèrent à Gicourt le titre de baronnie.
En 1539, la terre de Ronquerolles avait comme possesseur Jean de Humières, seigneur de Nointel. En 1538, elle passa à Louis d'Ongnies, comte de Chaulnes, mari d'Anne de Humières, fille de Jacques. Le 26 juillet 1602, Louis de Crevant, mari de Jacqueline de Humières, vendit à François Ollier, notaire et secrétaire du roi, les terres de Nointel et Ronquerolles qui ne cessèrent plus depuis d'avoir les mêmes possesseurs. Le marquisat de Nointel, érigé en 1654, comprit dans son étendue les terres de Ronquerolles, Lessier, Gicourt et Boulincourt. En 1621, les deux terres de Gicourt et de Boulincourt appartenait à Jean de Belletas, écuyer, à qui elles avaient été apportées par François de Clèves, sa femme : il les vendit, le 20 avril 1622, à François Ollier, déjà seigneur de Ronquerolles, qui les incorpora à la seigneurie de Nointel, érigée depuis en marquisat en 1654. En 1550, les droits d'usages accordés au seigneur de Gicourt furent convertis en redevance de 36 cordes de bois par an, qui à son tour fut transformée en 1673 en une rente de 216 livres, avec droit de pâturage pour douze vaches et de panage pour douze porcs.
La petite seigneurie du hameau de Faÿ était en 1539 à Claude Sellier, lieutenant particulier des eaux-et-forêts du comté de Clermont, en 1673 à Daniel de Feuillette. Les terres comprises dans le marquisat de Nointel furent vendues en 1670 par Charles-François Ollier à Louis Béchameil de Nointel, surintendant des maisons et finances de Philippe, duc d'Orléans, frère de Louis XIV et érigées de nouveau pour lui en marquisat en 1697.

### Époque moderne

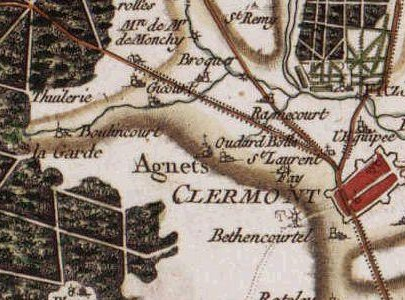
Agnetz et ses environs, carte de Cassini.

Les quatre fiefs d'Agnetz étaient réunis au XVIIIe siècle au comté de Clermont, et ne furent jamais compris dans le marquisat de Nointel, comme les autres terres de la paroisse.
Au sud de Ronquerolles, sur la Brêche, le moulin de Laissier, appartenait, avant 1789, au seigneur de Nointel : ce moulin et celui de Breuil-le-Vert avaient droit de banalité sur tous les sujets du comté en la ville de Clermont. La seigneurie de Faÿ appartenait en 1700 à Marie Puchot de Guerponville, dame d'honneur de la reine de Pologne, qui la vendit en 1723 à Marie-Thomas Duguey, greffier en chef de la maîtrise des eaux-et-forêts de Clermont, dont les descendants étaient encore seigneurs de Faÿ en 1789. Les terres appartenant au marquisat passèrent en 1772 à monsieur Ribault et en 1788 au duc de Bourbon. Le duc de Bourbon était seigneur de la seigneurie de Gicourt en 1789. En 1789, la seigneurie de la chaussée de Ramecourt appartenait à Charles-René Fourcroy.

### Époque contemporaine
Au début de la Révolution française, les députés de la paroisse d'Agnetz à l'assemblée du bailliage de Clermont, en 1789, furent : Thomas-Louis Dugney, écuyer, seigneur du Faÿ, lieutenant-colonel de cavalerie, prévôt général de la maréchaussée du Soissonnais, Pierre Antoine Pillon, fermier du prieuré de Saint-Rémy, Louis Gavrel, laboureur et Raphaël Revelin, facteur de bois.
Dans son cahier de doléances, Agnetz, comme la plupart des communautés de village réclamait contre les impôts, demandait la suppression de la levée de la malice[C'est-à-dire ?], qui enlevait les bras les plus vigoureux à l'agriculture. Les habitants réclament la suppression des jurés-priseurs, qui avaient seuls le droit de faire les ventes immobilières. Ils demandent aussi la diminution des droits de contrôle ou d'enregistrement, et la destruction des cerfs, biches et troupeaux de sangliers, qui viennent détruire les récoltes et ravager généralement toutes les productions.
Au sud du territoire, près de la route de Clermont à Beaumont-sur-Oise (D929) s'élevait un poste télégraphique aérien, à l'altitude de 158 mètres : il correspondait avec les stations de Bury et de Ercuis au sud, et Fouilleuse au nord. L'ancien emplacement se trouve aujourd'hui sur la commune de Clermont.
On ouvrit en 1831 près de Boulincourt une cendrière qui a cessé depuis longtemps d'être exploitée. Le hameau de Béthancourtel et la partie de l'Équipée, des Noyers et de la Croix-Picard qui dépendait d'Agnetz, ont été annexés en 1836 au territoire de Clermont. Le vignoble d'Agnetz s'étendait sur 30 hectares en 1789 et sur 10 hectares en 1828.
En 1890, les travaux agricoles formaient l'occupation principale de la population. On trouvait dans l'étendue du territoire des carrières, un moulin à huile, une filature de soie, six moulins à farine et une fabrique de meubles. La population communale était la suivante : on trouvait 137 habitants au chef-lieu d'Agnetz, 250 habitants à Boulincourt, 114 habitants au hameau de Faÿ, 158 habitants à Ronquerolles, 398 habitants à Ramecourt et ses dépendances, 17 habitants à l'Équipée, 31 habitants au lieu-dit de la Rue-de-l'Empire et 11 habitants à la Croix-Saint-Laurent.
Entre 1870 et 1973, le hameau de Ronquerolles possédait une gare sur la ligne de Rochy-Condé à Soissons, ancienne voie ferrée reliant Beauvais à Soissons. La ligne, servant à la fois de transport de voyageurs et de marchandises pour les usines de la région était à voie unique. Elle se détachait de la ligne de Paris-Nord à Lille peu après la gare de Clermont, franchissait la Brêche et rejoignait la gare de Ronquerolles puis la forêt de Hez-Froidmont.
Déclassée à partir de 1964. L'un des premiers tronçons ferma à la circulation entre La Rue-Saint-Pierre et Étouy le 14 juillet 1972. La halte n'était alors plus accessible depuis Beauvais. L'arrêt de Ronquerolles ferma définitivement ses portes le 24 juillet 1973, à la suite du déclassement entre Étouy et Clermont.
Un décret du 19 février 1959 réunit les écarts suivants dépendants d'Agnetz à Clermont : une partie du quartier de l'Équipée, la Croix-Saint-Laurent et le hameau de Faÿ.
En 1987, la déviation de Clermont de la route nationale 31, débutant à Gicourt, fut inaugurée. La liaison en voie rapide entre Clermont et Bresles ainsi que l'échangeur de Ronquerolles ouvrit en 1995. Dans les années 2000 fut construit le nouveau collège Sainte-Jeanne-D'Arc, se trouvant auparavant à Clermont. Au nord de Ronquerolles, sur la Brêche se trouvaient les deux-moulins du Pont-Roy, construits tous deux en 1791 : l'un fut détruit par un incendie, l'autre fut réaménagé en logements puis renommé « le Moulin Bleu ».

## Politique et administration

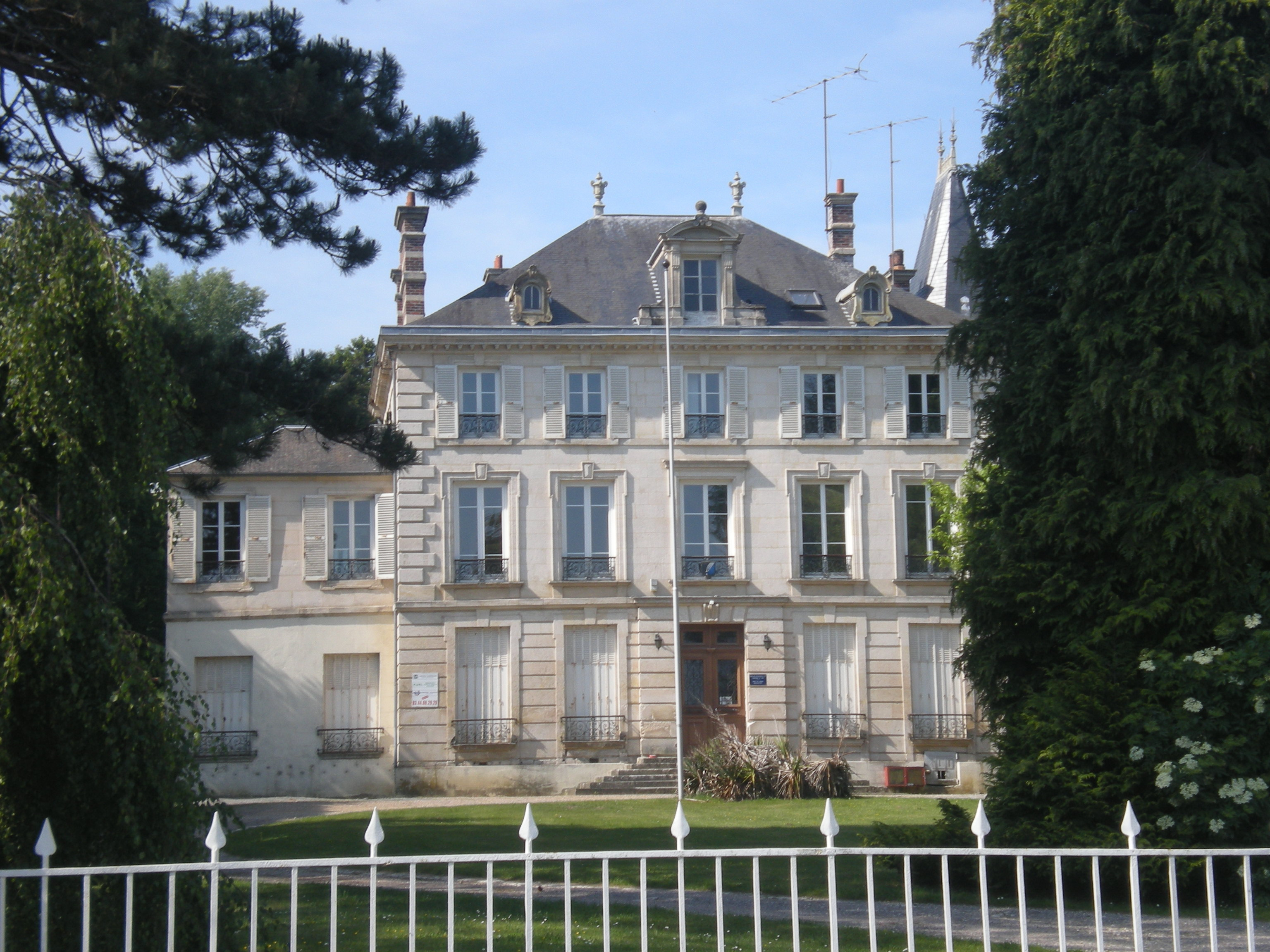
Le château, devenu hôtel de ville depuis mai 2012.

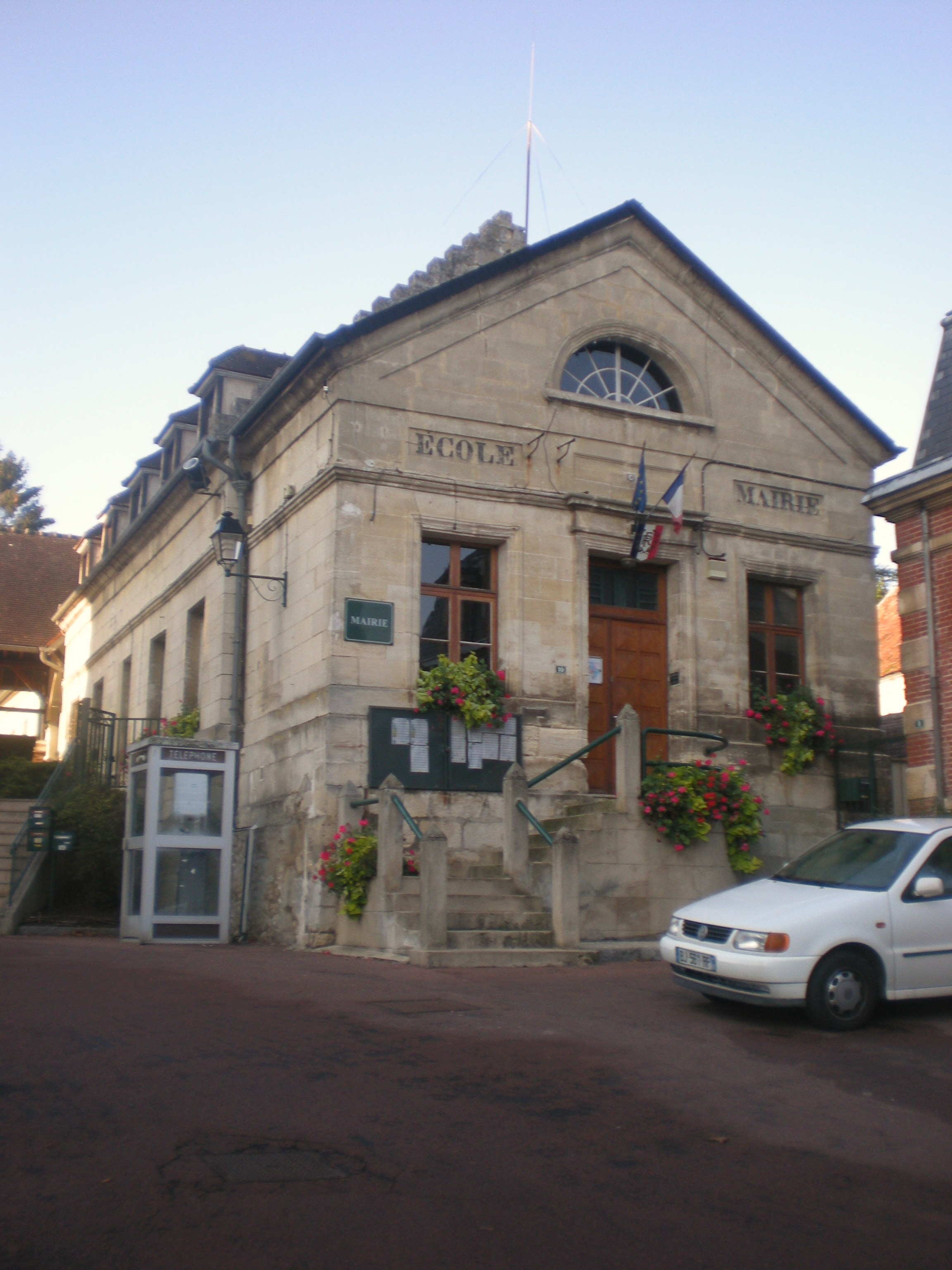
L'ancienne mairie.

### Rattachements administratifs et électoraux
La commune se trouve dans l'arrondissement de Clermont du département de l'Oise. Pour l'élection des députés, elle fait partie depuis 1988 de la septième circonscription de l'Oise.
Elle fait partie depuis 1793 du canton de Clermont. Dans le cadre du redécoupage cantonal de 2014 en France, ce canton, dont la commune est toujours membre, est modifié, passant de 24 à 20 communes.

### Intercommunalité
La commune est membre de la communauté de communes du Clermontois, qui a succédé fin 1999 au District Urbain de Clermont créé en 1960, et dont Agnetz était déjà membre.

### Liste des maires
| Période                                  | Période                      | Identité                          | Étiquette    | Qualité |
| ---------------------------------------- | ---------------------------- | --------------------------------- | ------------ | --- |
| Les données manquantes sont à compléter. |                              |                                   |              | |
|                                          |                              | Charles Godard d'Aucour de Plancy | Tiers-Parti  | Député au Corps législatif (1849 → 1851, 1852 → 1870) Conseiller général de Clermont (1848 → 1871) |
| Les données manquantes sont à compléter. |                              |                                   |              | |
| 1896                                     | 1908                         | Emmanuel Nicoles Queste           |              | |
| 1908                                     | 1910                         | Joseph Désiré Gaëtan Desguingatte |              | |
| 1910                                     | 1941                         | Jean-Baptiste Henri Lesecq        |              | |
| 1914                                     | 1919                         | Cyr Léopold Alfred Delattre       |              | |
| 1919                                     | 1930                         | Wenceslas Coutellier              |              | |
| 1930                                     | 1953                         | Marceau Anselme                   |              | |
| 1953                                     | 1959                         | Paul Ainesi                       |              | |
| 1959                                     | 1966                         | Marcel Collin                     |              | |
| 1966                                     | 1971                         | Jean Bultel                       |              | |
| mars 1971                                | mars 1983                    | Yves Bérault                      |              | |
| mars 1983                                | mars 1989                    | Joël Rouault                      |              | |
| mars 1989                                | juillet 2003                 | Philippe Courtial                 | RPR puis UMP | Décédé en fonction |
| septembre 2003                           | avril 2015                   | Édouard Courtial                  | UMP          | Fils du précédent, consultant Député de l'Oise (7e circ.) (2002 → 2011 et 2012 → 2017) Secrétaire d'État aux Français de l'étranger (2011 → 2012) Conseiller départemental de Clermont (2015 → ) Président du Conseil départemental de l'Oise (2015 → 2017) Démissionnaire pour cumul de mandats à la suite de son élection comme président du conseil départemental |
| avril 2015                               | mai 2020                     | Jean-Pierre Rousselle             |              | Directeur d'école retraité Vice-président de la CC du Clermontois (2014 → ) |
| mai 2020,                                | En cours (au 4 juillet 2020) | Stéphanie Ansart                  |              | Ancienne cheffe d'entreprise dans le transport |

### Distinctions et labels
Ville fleurie : une fleur attribuée en 2007 par le Conseil des villes et villages fleuris de France au concours des villes et villages fleuris,.

## Population et société

### Démographie

#### Évolution démographique
L'évolution du nombre d'habitants est connue à travers les recensements de la population effectués dans la commune depuis 1720. Pour les communes de moins de 10 000 habitants, une enquête de recensement portant sur toute la population est réalisée tous les cinq ans, les populations de référence des années intermédiaires étant quant à elles estimées par interpolation ou extrapolation. Pour la commune, le premier recensement exhaustif entrant dans le cadre du nouveau dispositif a été réalisé en 2004.

En 2022, la commune comptait 3 060 habitants, en évolution de +0,33 % par rapport à 2016 (Oise : +0,87 %, France hors Mayotte : +2,11 %).
| 1720 | 1793  | 1800  | 1806  | 1821  | 1831  | 1836  | 1841  | 1846  |
| ---- | ----- | ----- | ----- | ----- | ----- | ----- | ----- | ----- |
| 500  | 1 616 | 1 358 | 1 389 | 1 337 | 1 483 | 1 187 | 1 191 | 1 184 |

| 1851  | 1856  | 1861  | 1866  | 1872  | 1876  | 1881  | 1886  | 1891  |
| ----- | ----- | ----- | ----- | ----- | ----- | ----- | ----- | ----- |
| 1 196 | 1 209 | 1 223 | 1 246 | 1 264 | 1 320 | 1 175 | 1 116 | 1 172 |

| 1896  | 1901  | 1906  | 1911  | 1921  | 1926  | 1931  | 1936  | 1946  |
| ----- | ----- | ----- | ----- | ----- | ----- | ----- | ----- | ----- |
| 1 244 | 1 232 | 1 197 | 1 102 | 1 066 | 1 120 | 1 222 | 1 225 | 1 280 |

| 1954  | 1962  | 1968  | 1975  | 1982  | 1990  | 1999  | 2004  | 2006  |
| ----- | ----- | ----- | ----- | ----- | ----- | ----- | ----- | ----- |
| 1 409 | 1 086 | 1 118 | 1 373 | 1 801 | 2 134 | 2 637 | 2 801 | 2 807 |

| 2009  | 2014  | 2019  | 2022  | - | - | - | - | - |
| ----- | ----- | ----- | ----- | - | - | - | - | - |
| 2 922 | 2 997 | 3 044 | 3 060 | - | - | - | - | - |

#### Pyramide des âges
La population de la commune est relativement jeune.
En 2018, le taux de personnes d'un âge inférieur à 30 ans s'élève à 35,4 %, soit en dessous de la moyenne départementale (37,3 %). À l'inverse, le taux de personnes d'âge supérieur à 60 ans est de 22,2 % la même année, alors qu'il est de 22,8 % au niveau départemental.
En 2018, la commune comptait 1 515 hommes pour 1 532 femmes, soit un taux de 50,28 % de femmes, légèrement inférieur au taux départemental (51,11 %).
Les pyramides des âges de la commune et du département s'établissent comme suit.
| Hommes | Classe d’âge | Femmes |
| ------ | ------------ | ------ |
| 0,1    | 90 ou +      | 0,7    |
| 5,0    | 75-89 ans    | 6,3    |
| 16,2   | 60-74 ans    | 15,9   |
| 22,5   | 45-59 ans    | 24,0   |
| 19,3   | 30-44 ans    | 19,3   |
| 18,1   | 15-29 ans    | 15,2   |
| 18,7   | 0-14 ans     | 18,6   |

| Hommes | Classe d’âge | Femmes |
| ------ | ------------ | ------ |
| 0,5    | 90 ou +      | 1,4    |
| 5,5    | 75-89 ans    | 7,6    |
| 15,6   | 60-74 ans    | 16,3   |
| 20,8   | 45-59 ans    | 20     |
| 19,4   | 30-44 ans    | 19,4   |
| 17,6   | 15-29 ans    | 16,2   |
| 20,6   | 0-14 ans     | 19,1   |

### Enseignement
Agnetz dépend de l'académie d'Amiens. On compte en 2012 :
- L'école maternelle du Petit Prince de Ronquerolles[54].
- L'école élémentaire publique du Parc à Agnetz[55].
- La maison du Bâtiment ou BTP CFA à Ramecourt[56].

On compte aussi un établissement privé catholique : 
- Collège privé d’enseignement catholique Sainte-Jeanne-d'Arc[57]

### Santé
La commune accueille[Quand ?] un infirmier à Ronquerolles. Une pharmacie se situe dans ce même hameau. L'hôpital le plus proche se trouve à Clermont-de-l'Oise à deux kilomètres.
Après le départ à la retraite de son médecin généraliste, la commune cherche à attirer en 2019 un nouveau praticien,.

### Sports
La commune compte les équipements sportifs suivants[Quand ?] :
- 1 terrain de football
- 3 terrains de tennis
- 1 centre équestre
- 2 terrains de padel
- 2 terrains de beach-tennis
- 1 citystade

### Culture
En 2012, Agnetz possède une bibliothèque et plusieurs salles polyvalentes (Saint-Léger, Le Parc et Sainte-Agnès).

### Cultes
Agnetz fait partie de la paroisse de Clermont de l'Oise. L'église Saint-léger est seul lieu de culte catholique dans la commune. La chapelle de Ronquerolles ne fait plus d'offices et la chapelle des Déportés de Boulincourt ne fait pas d'offices également.

## Économie
Agnetz compte un bureau de Poste, une pharmacie et un salon de coiffure tous deux présents depuis 1996, ainsi qu'un salon de tatouage, un artisan créateur d'objets décoratifs écoresponsables et une boulangerie ayant obtenu en 2011 après six mois d'ouverture le premier prix de la meilleure baguette de L'oise à Ronquerolles. 
Une pizzeria a existé à Ronquerolles, il existe aujourd'hui un camion pizza s'installant sur le parking commun aux autres commerces du hameau. 
Un bar tabac existait à Ronquerolles jusqu'à ce qu'il soit détruit dans un incendie.
On compte aussi un supermarché discount, un hôtel-restaurant et un hôtel simple à Ramecourt, au lieu-dit la Croix Verte. De plus, on trouve une auberge et un antiquaire à Gicourt. Le bourg même ne compte pas de commerces[réf. nécessaire].

## Culture locale et patrimoine

### Lieux et monuments
La commune compte deux monuments historiques classés sur son territoire.
- Église Saint-Léger : la façade, la nef, le transept et le clocher datent du XIIIe siècle tandis que le chœur remonte à 1540, date qui se trouve inscrite sur des vitraux restaurés au XIXe siècle.
 Le portail est formé d'un arc brisé chargé de boudins et de colonnettes grêles, dont les chapiteaux sont ornés de feuilles recourbées. Le tympan est garni d'un trèfle simulé. 
Au-dessus est pratiqué une large fenêtre divisée en cinq compartiments à têtes trilobées surmontées de roses et de trèfles. Une tourelle hexagonale se voit à gauche du portail. Toutes les autres fenêtres de cette partie de l'édifice présentent à peu près la même disposition. 
Le clocher, central, carré, est percé sur chaque face de trois petites baies géminées, trilobées et couronnées de trèfles. Le chœur, avec ses longues et étroites fenêtres, ses larges contreforts surmontés de clochetons pyramidaux et garnis de gargouilles et de niches, et son élégante balustrade à claire-voie, est un gracieux spécimen de l'art du XVIe siècle. 
À l'intérieur de l'église, il faut signaler les fonts baptismaux qu'on fait remonter au XIIIe siècle et le tombeau du Christ avec ses personnages de grandeur naturelle, œuvre du XVIe siècle[a 10]. L'église fait l’objet d’un classement au titre des monuments historiques depuis le 9 décembre 1850[63],[31].
- Ferme de Saint-Rémy-l'Abbaye : cette ferme privée ancien prieuré de Ronquerolles et appelée également Ferme de Saint-Rémy-l'Abbaye aurait des origines du XIIe siècle. La chapelle date du même siècle et le portail date du XVe siècle. 
L'ensemble constitué de la chapelle et du portail fait l’objet d’un classement au titre des monuments historiques depuis le 18 avril 1966[64],[31].

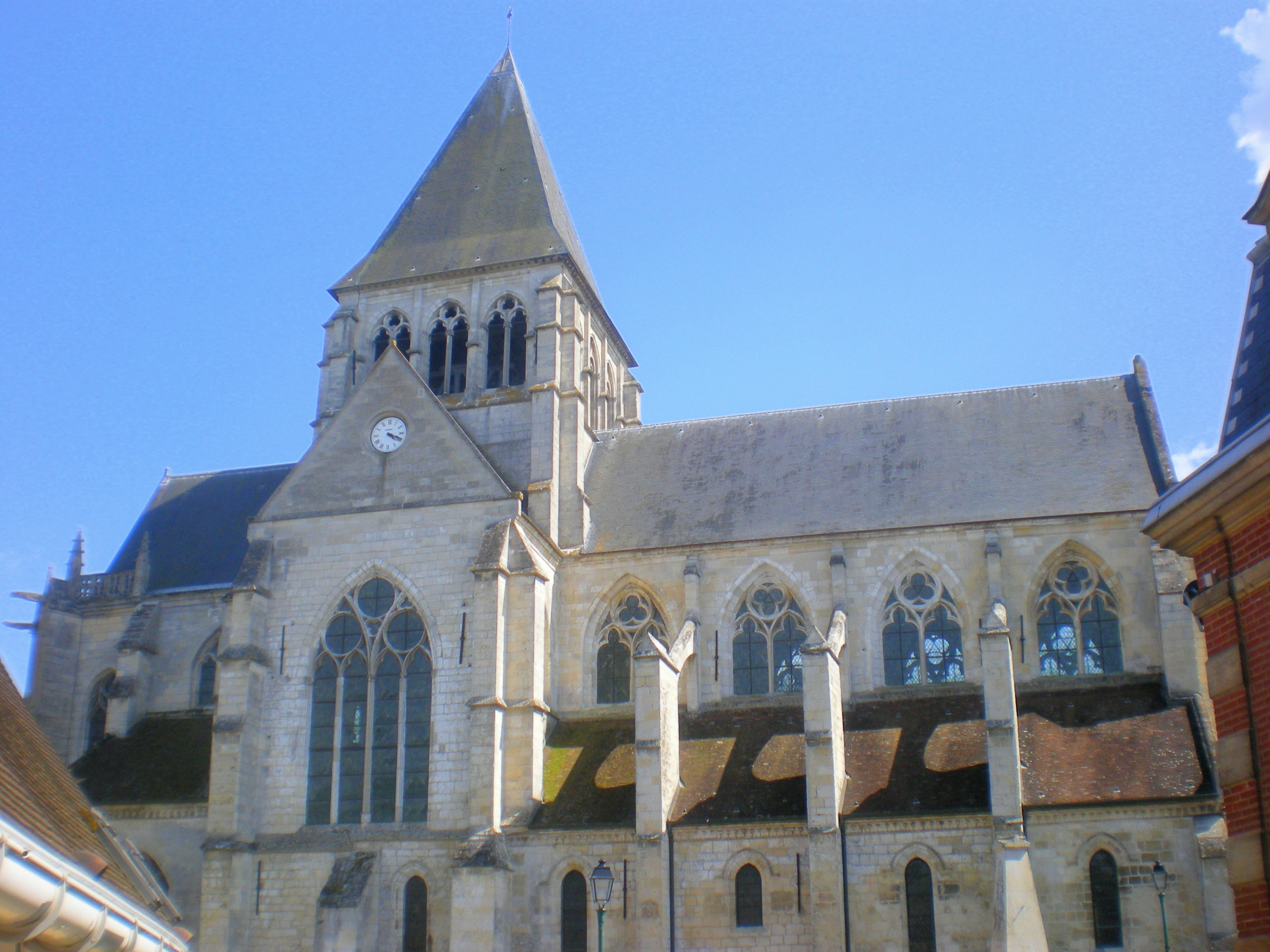
Vue générale de l'église Saint-Léger d'Agnetz depuis la rue de l'église.
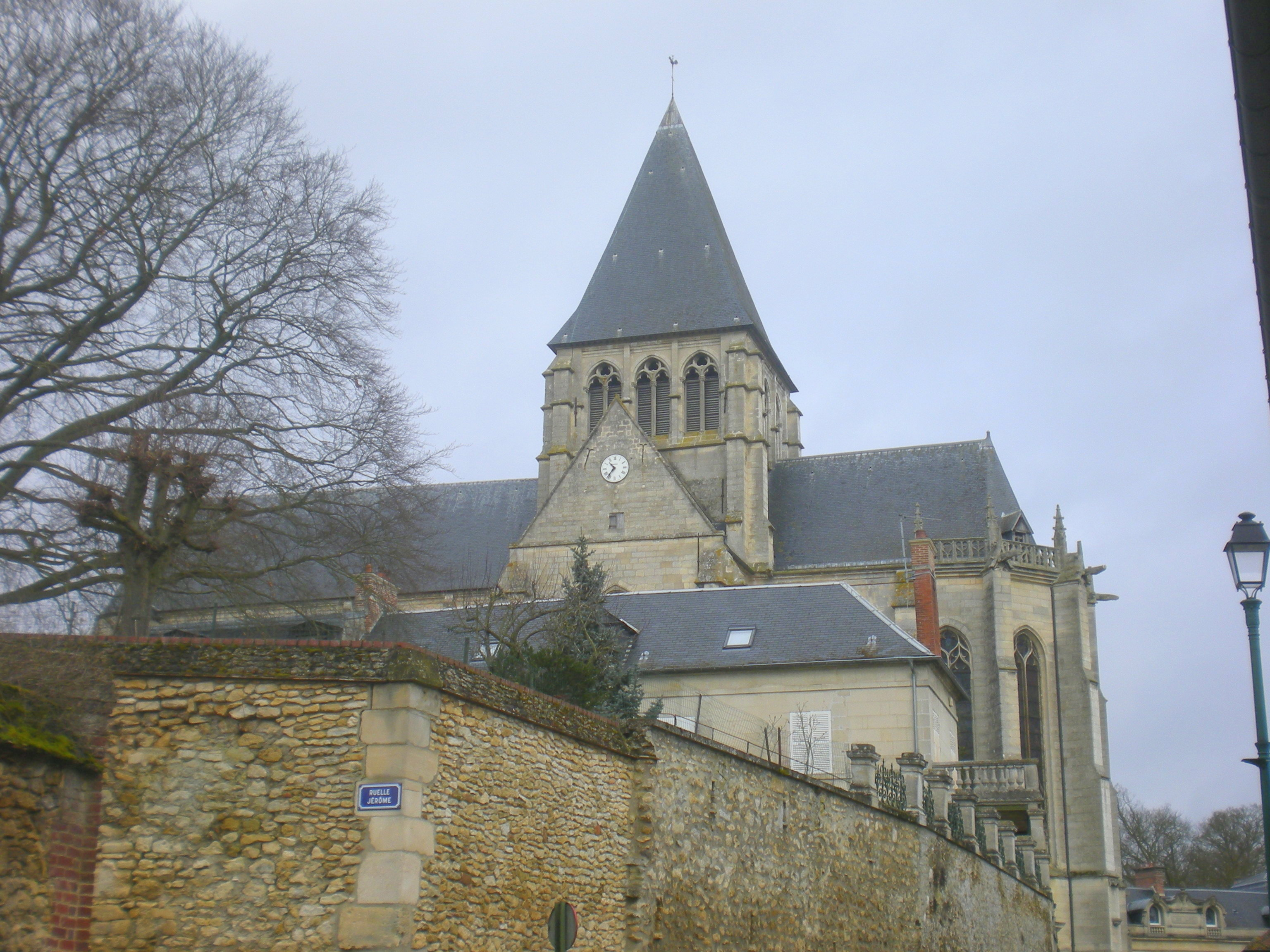
L'église Saint-Léger, vue depuis la rue de l'église.
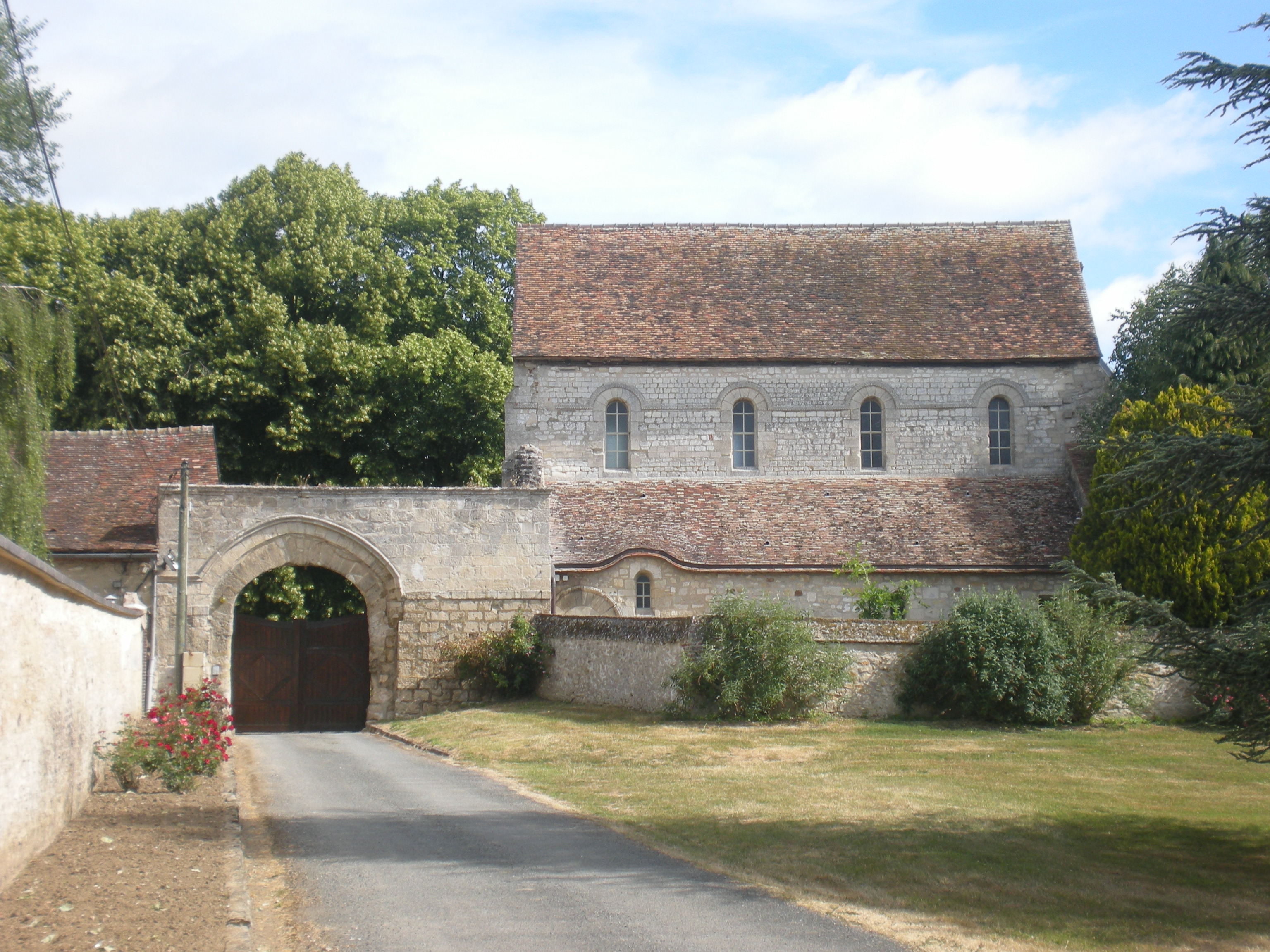
La chapelle et le portail classés de la ferme de Saint-Rémy-l'Abbaye.

On peut également signaler : 
- La chapelle de Ronquerolles : la chapelle, construite en pierre et brique au XIXe siècle, se trouve rue Dorée, le long de la Brêche. On y accède par une passerelle en bois qui aurait été installée par l'abbé Gentilhomme, franchissant la rivière. La chapelle actuelle a été édifiée en 1856 par la mère supérieure de l'hospice de Clermont, pour abriter une statue de la Vierge venant d'une ancienne chapelle détruite au XVIIIe siècle. Cette première chapelle avait été fondée en 1210 par Ansold (ou Anseau) de Ronquerolles, maître d'une seigneurie importante, qui combattit à Bouvines avec Philippe Auguste. Il est attribué à cette statue de la Vierge des propriétés miraculeuses : au XVIIIe siècle, au moment de la démolition, un charroi contenant des gravats et cette statue était immobilisée sous le poids de la charge. Le conducteur abandonna la statue, qui fut récupérée par un habitant installé dans l'ancienne cuisine de la maladrerie de Clermont. Elle échappa à plusieurs tentatives de vol, avant d'être réinstallée au XIXe siècle dans la nouvelle chapelle. De dimensions modestes, le bâtiment abrite un bel autel en bois et des ex-votos[65].
- La chapelle des Déportés : C'est une chapelle qui se situe dans le hameau de Boulincourt, elle a été construite à la mémoire des déportés de la rafle du 17 juin 1944. On y trouve une plaque comportant ce texte "À la suite de la rafle du 17 juin et à l'initiative de la Commune d'Agnetz et de l'abbé Gentilhomme chapelle érigée par souscription publique à la mémoire des dix-sept disparus en camp de déportation."[66].
- La stèle des Déportés : La stèle des déportés ou mémorial de la déportation est une plaque qui détient les noms des 17 morts envoyés en déportation par les Allemands, en représailles[66]. Elle est située dans le hameau de Boulincourt, au croisement des rue Georges-Hardivillers, rue Raymond-Benoist et rue Charles-Morenvillers.
- Monument aux morts : construction décidée le 20 mai 1920[67]
- Ancienne gare de Ronquerolles
- Maison natale de Bernard Laurent (résistant communiste) de la Seconde Guerre mondiale[Note 8] (Ronquerolles)
- La Garenne (ferme)[68] possédant un jardin d'agrément, inscrit à l'inventaire des jardins remarquables[69].
- Château d’Agnetz (Agnetz), jardin d'agrément inscrit à l'inventaire des jardins remarquables[70]. 
C'est l'actuel hôtel de ville de la commune : il remplace la mairie autrefois située place Jean-Jaurès[71].

- La salle et la fontaine Saint-Léger
- Fontaine, rue Robert-Weiss
- Les anciens moulins à eau[72],[73] : 
  - Grand Moulin à eau du Pont Roy. 
Construit en 1791 par Auguste Queste père, réaménagé en 1866 et agrandi d'un bâtiment en briques qui lui fit donner le nom de "Moulin Rouge". Le moulin est devenu en 1972 le siège du groupement d'intérêt économique des graines céréalières. Il fut incendié et détruit lors d'un cambriolage dans la nuit du 7 au 8 novembre 2005[74].
  - Petit Moulin à eau du Pont Roy dit « Moulin Bleu », situé Rue du Pont du Roy.
Construit en 1791 par Louis Lejeune, d'Étouy, ce moulin a connu plusieurs utilisations : moulin à huile et à blé, fabrique d'armes à feu puis de pièces pour bicyclettes, scierie d'os et abattoir. 
 Aujourd'hui il est réhabilité en logements sociaux[75],[76].
  - Moulin de la Ferme.
Construit à l'emplacement occupé autrefois par le château de Ronquerolles puis par une ferme, fut d'abord utilisé pour fouler les draps puis changea plusieurs fois d'usages selon les propriétaires : en 1835, il est utilisé pour la filature de laine peigne, en 1862, il devient une teinturerie appartenant à John Graves, puis Alexandre de Mazade y ouvre une usine de ganse et de guipure en 1863, il devient un établissement de nacre en 1876 avant de retrouver ses deux utilisations précédentes en 1891 avec la maison beauté frères de Paris. En 1921 y ouvre une usine de chaînes métalliques soudées électriquement jusqu'à l'acquisition du site en 1946 par les établissements Marcolac qui y installent une usine de peintures et de vernis qui abandonnent les bâtiments du moulin au début des années 1960. En 1964, le site devient la propriété de la société d'application routière, qui détruit le dernier bâtiment du moulin en 2002 pouy y faire construire de locaux plus modernes et plus vastes, puis en 2016 les travaux de rétablissement de la continuité écologique ont été réalisés pour supprimer l'obstacle que constituait l'ancien moulin pour la rivière[77],[78].
  - Grand Moulin à eau de Ronquerolles.
Ce moulin est actuellement une usine de câblages électriques TEDESCO
  - Petit Moulin de Ronquerolles, dit aussi Moulin Neuf ou Moulin d'Aneuze.
À l'origine, moulin à farine construit en 1792, il fut transformé en usine de nacre en 1911, puis occupé en 1914 par un état major allemand.
En 1930, il fut transformé en fabrique de parapluies, pour être et ensuite utilisé successivement par un pisciculteur, puis par un marchand de fromage. Il fut habité par Frédéric Joliot-Curie, futur mari d'Irène Curie. Le moulin devint une usine de plastique de 1957 à 1964, pour enfin devenir une fabrique d'accumulateurs de 1965 à 1987[79].
Le moulin d'Aneuze n'existe plus aujourd'hui après avoir été réduit en ruine par un incendie dans la nuit des 23 et 24 juin 2000[80], celui-ci a été rasé en juillet 2019, afin de libérer le lit de la brèche et de créer un espace vert[81].
  - Moulin de Monchy, longtemps moulin à foulon, puis à huile, est actuellement une habitation
  - Moulin de Lessier, produisait de la farine de blé, méteil ou orge jusqu'à ce qu'il soit détruit par une bombe en 1940, lors de la Bataille de France.
  - Moulin à eau de Ramecourt, organisé pour la fabrication de l'huile par Charles Fourcroy de Ramecourt en 1750. Il devient en 1985 une fabrique des moules à gâteaux.
- Les calvaires et croix: 
  - Calvaire de Broquier
  - Calvaire, rue de l'Abbaye
  - Calvaire, rue Dorée
  - Croix à Gicourt
  - Croix à Boulincourt
- Vierge de la Croix-Verte

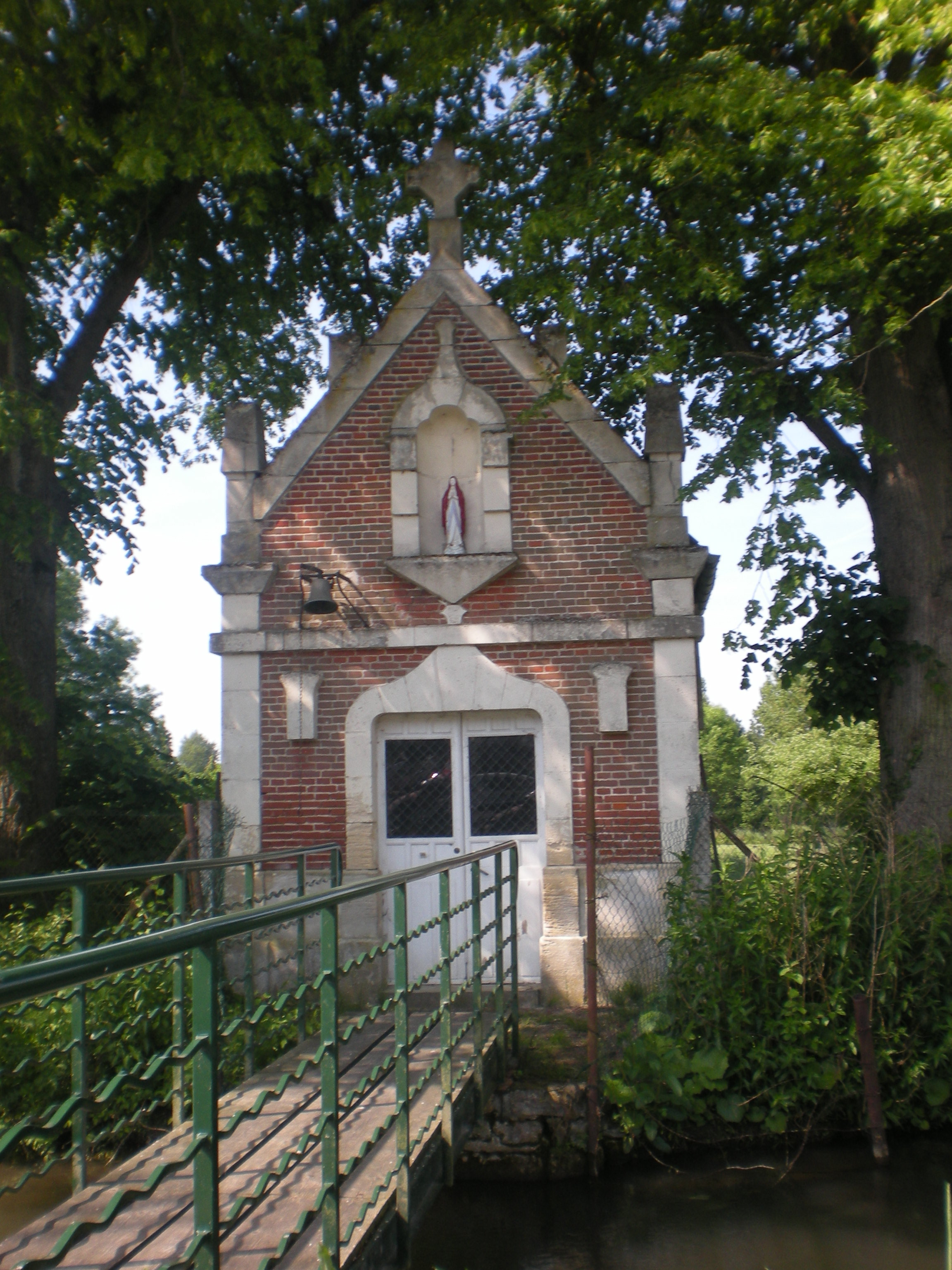
La chapelle de Ronquerolles, située sur les bords de la Brêche.
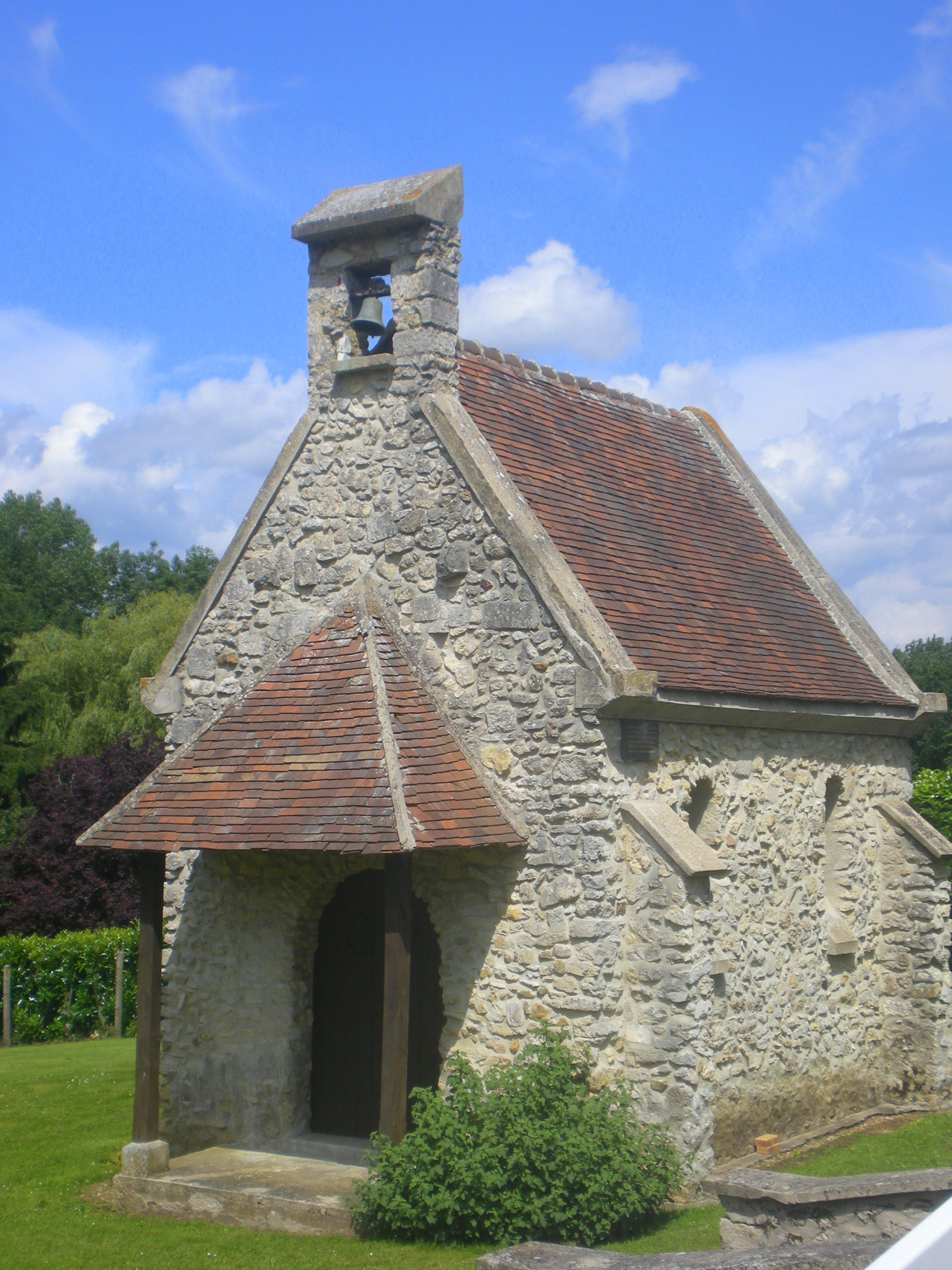
La chapelle des Déportés, hameau de Boulincourt, depuis la rue Charles-Morenville.
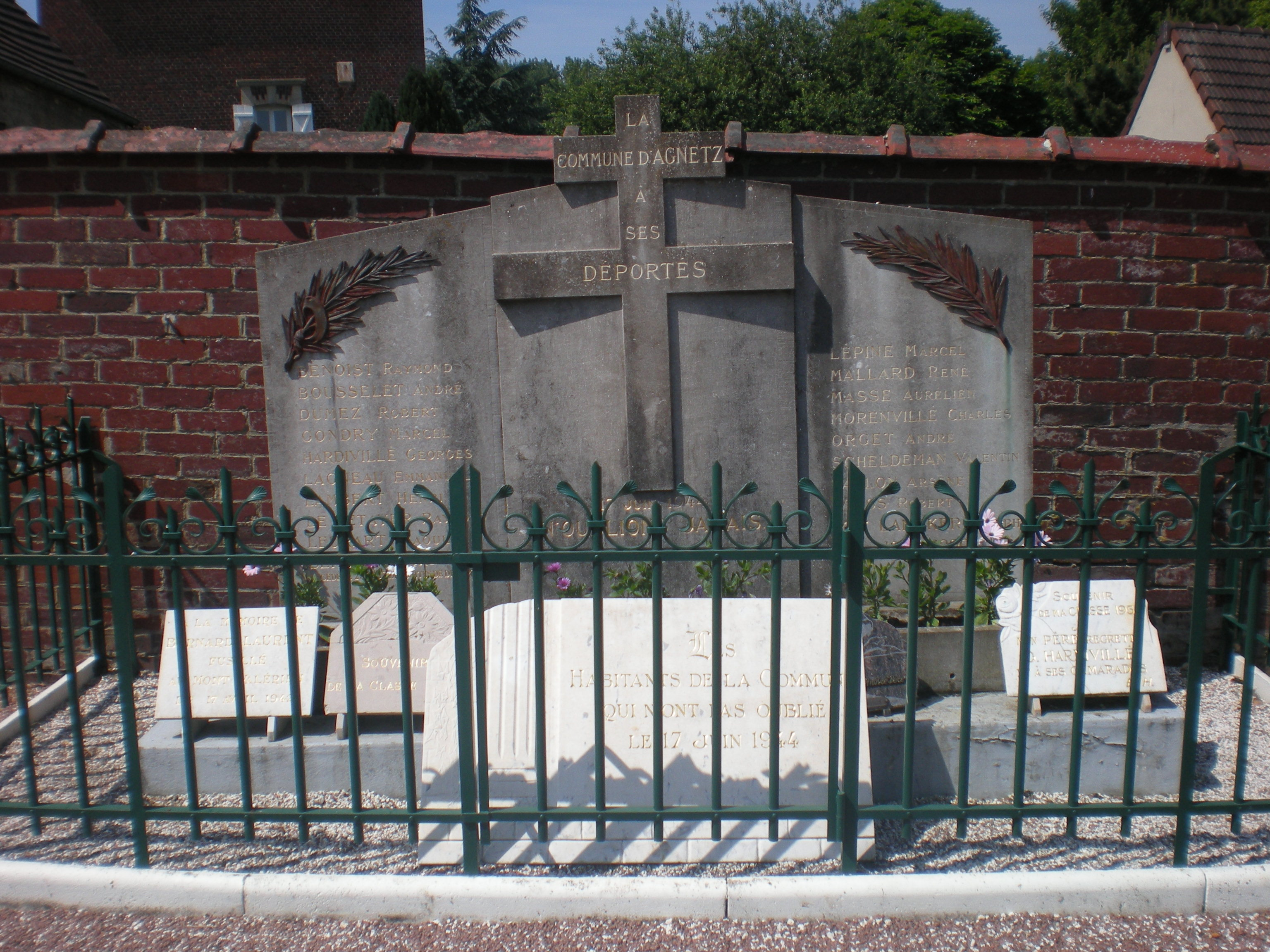
La stèle des déportés (Boulincourt).
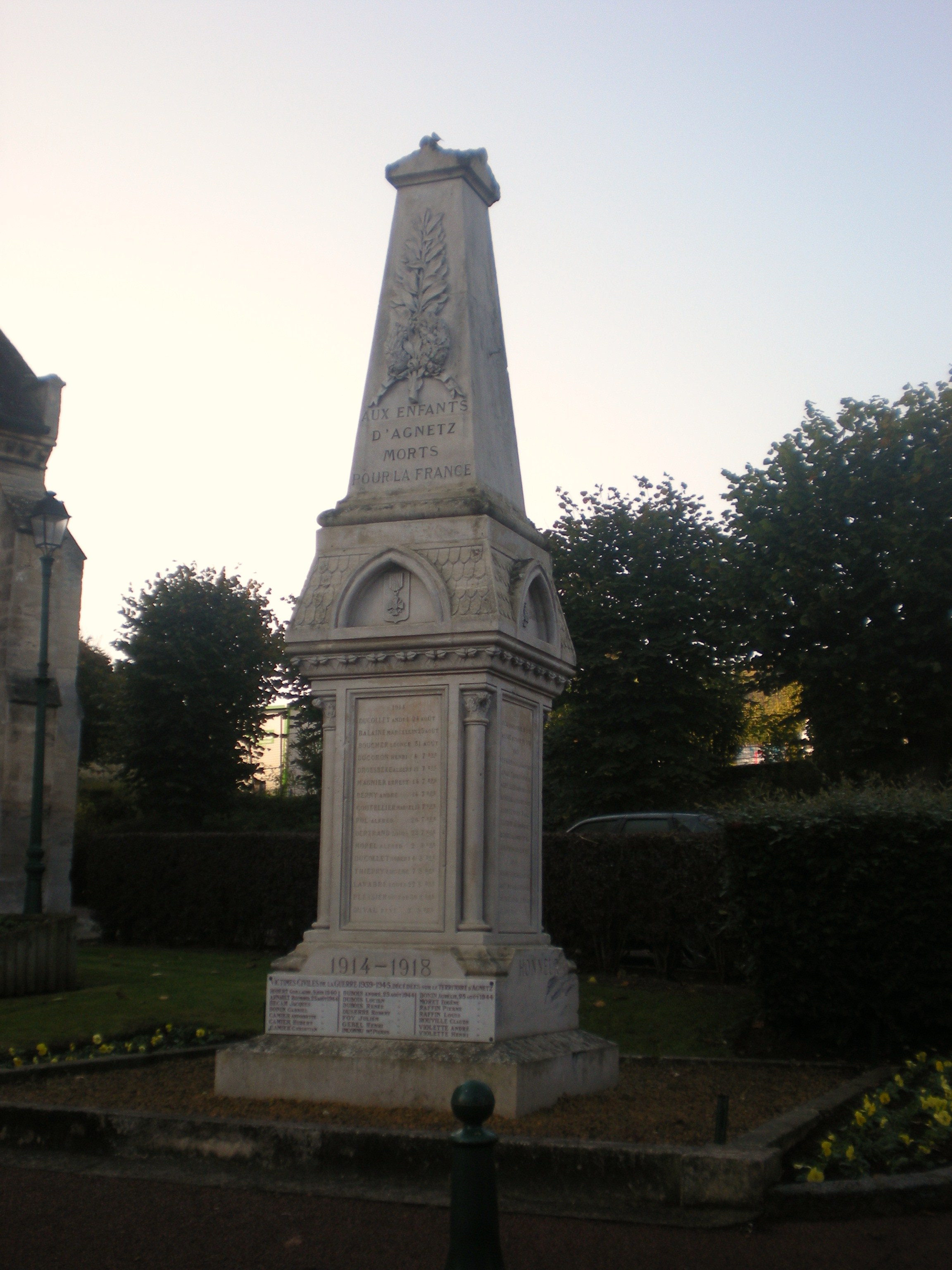
Le monument aux morts
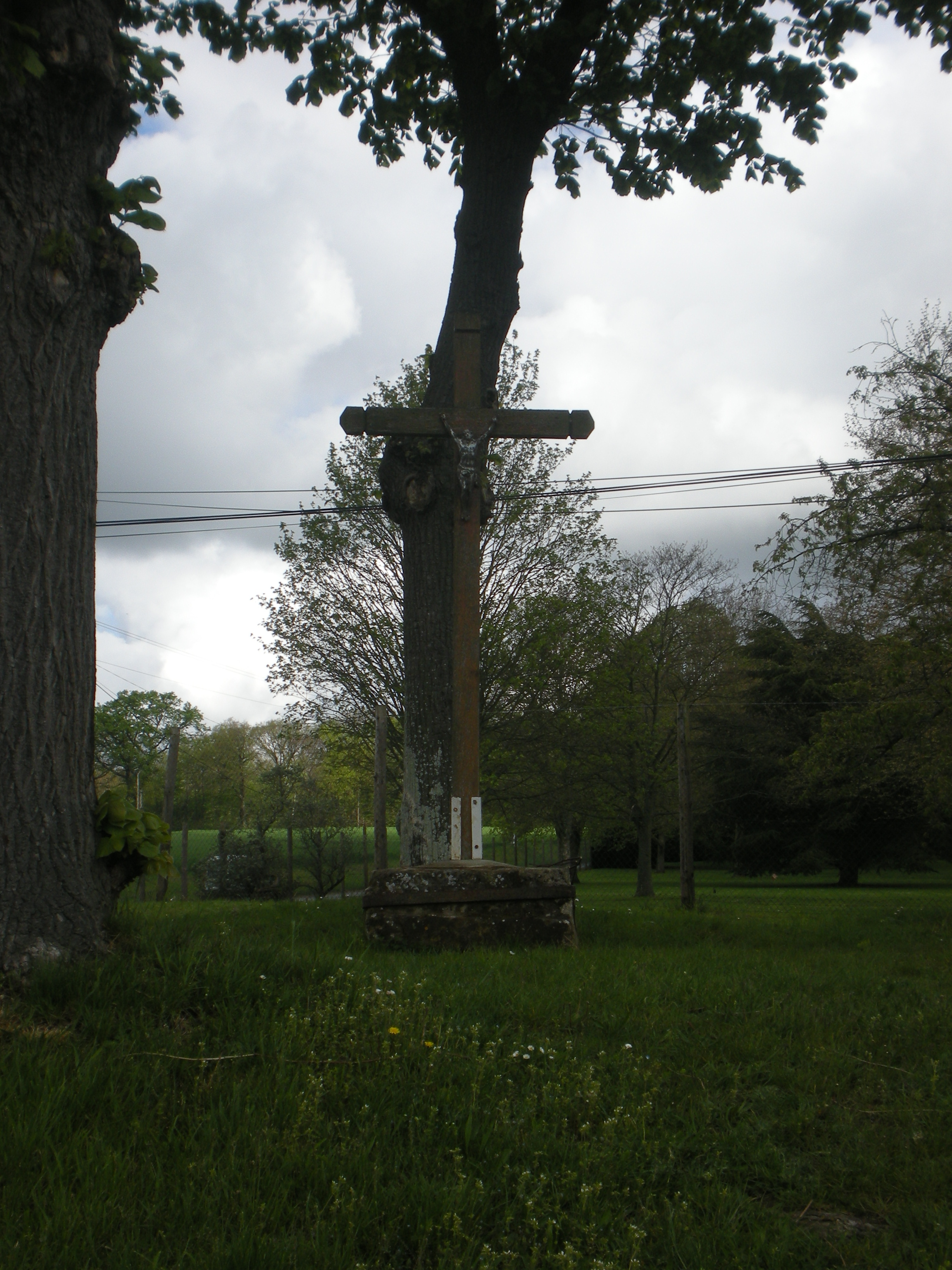
Calvaire, rue de l'Abbaye.
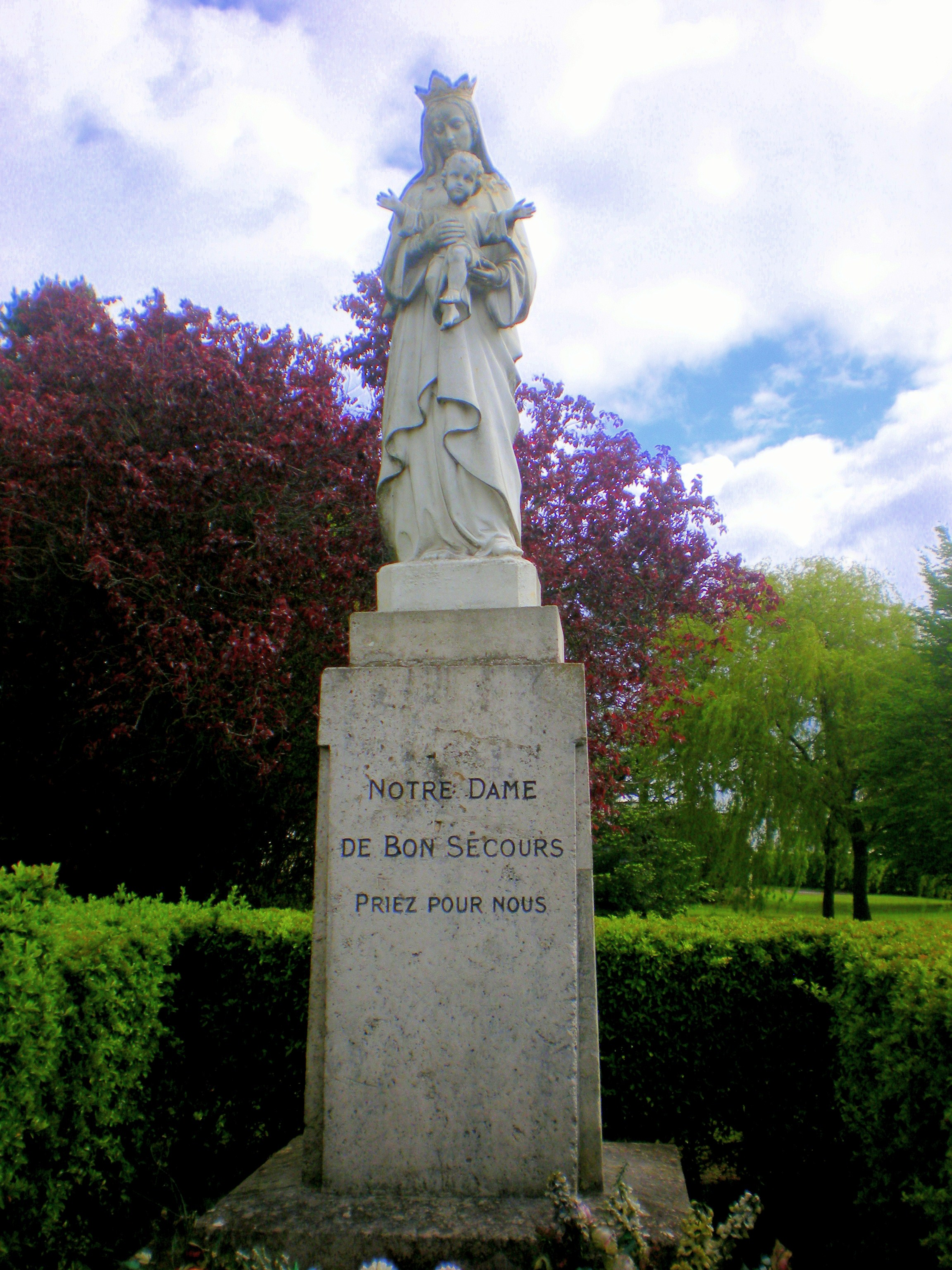
Vierge de la Croix Verte.
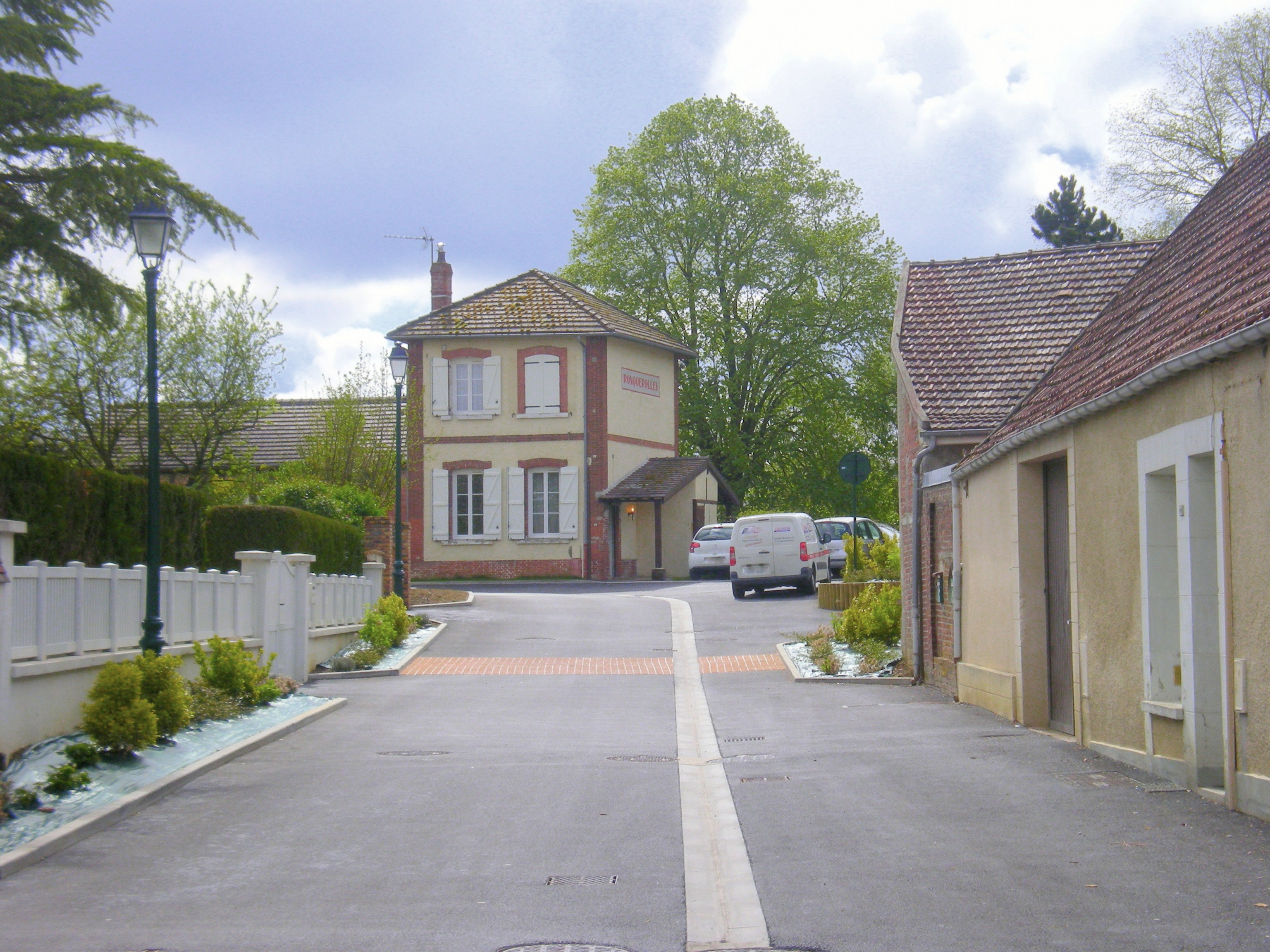
L'ancienne gare de Ronquerolles, rue Henri-Ayrald.
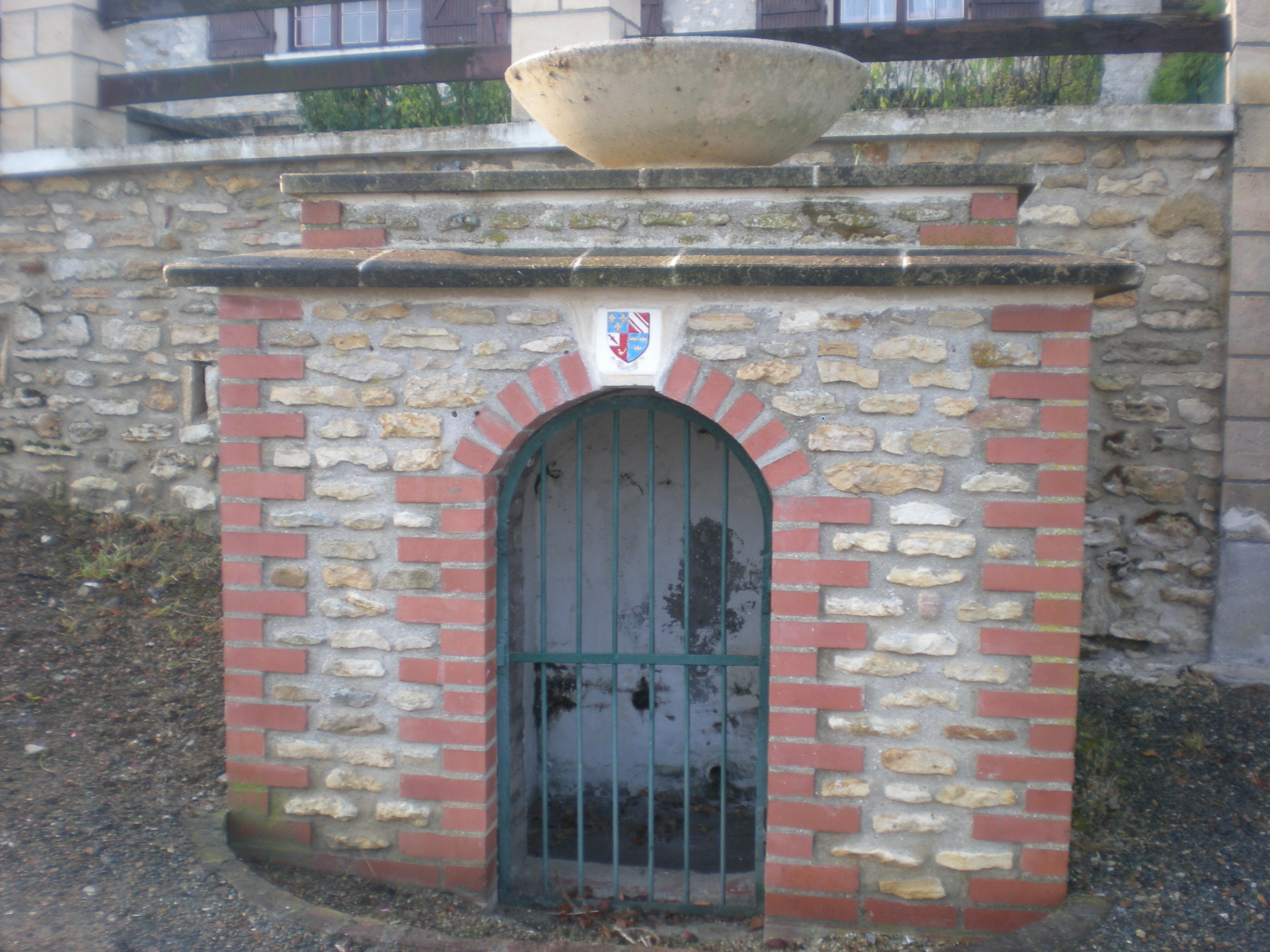
La fontaine Saint-Léger.
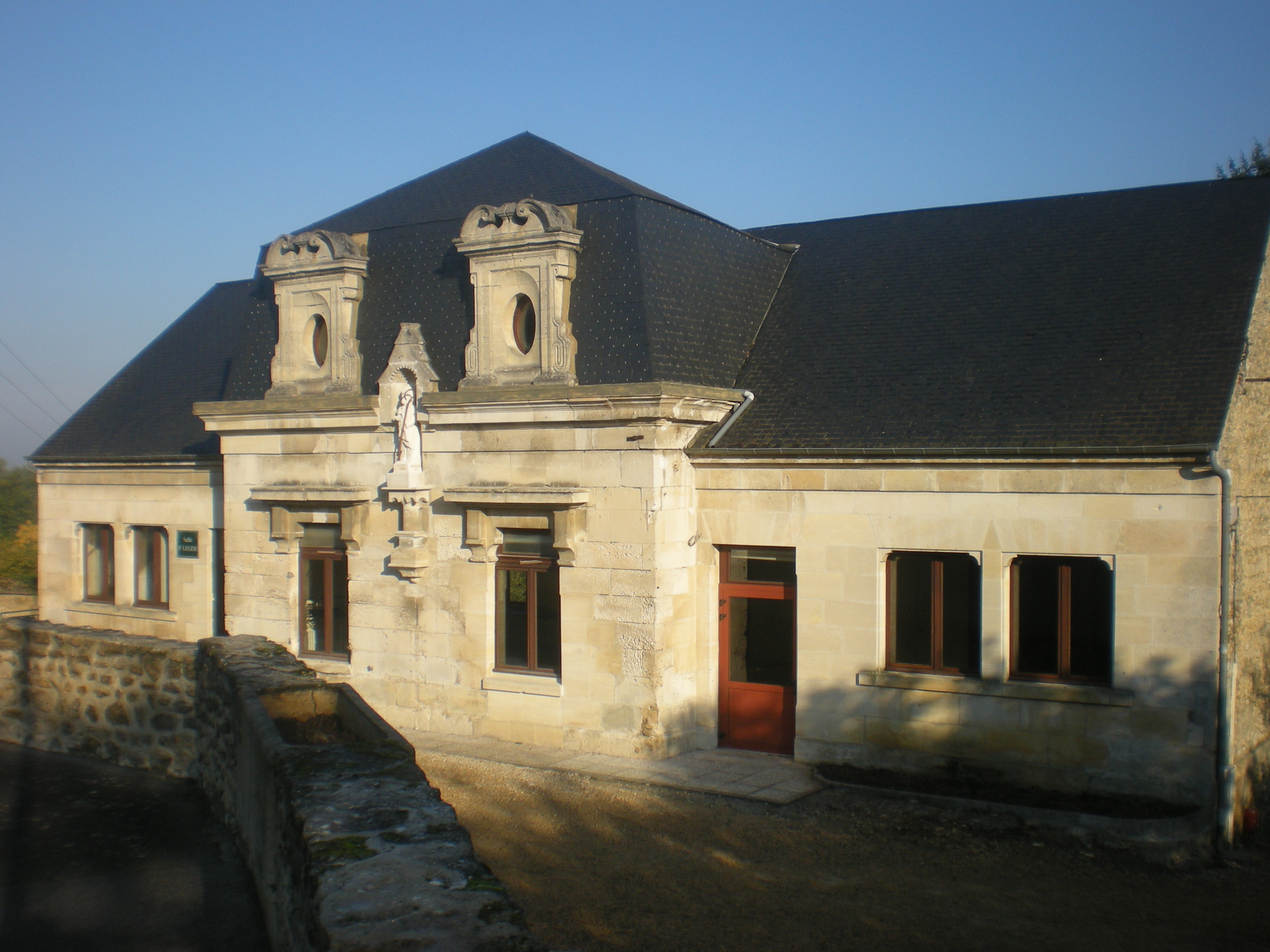
La salle Saint-Léger.
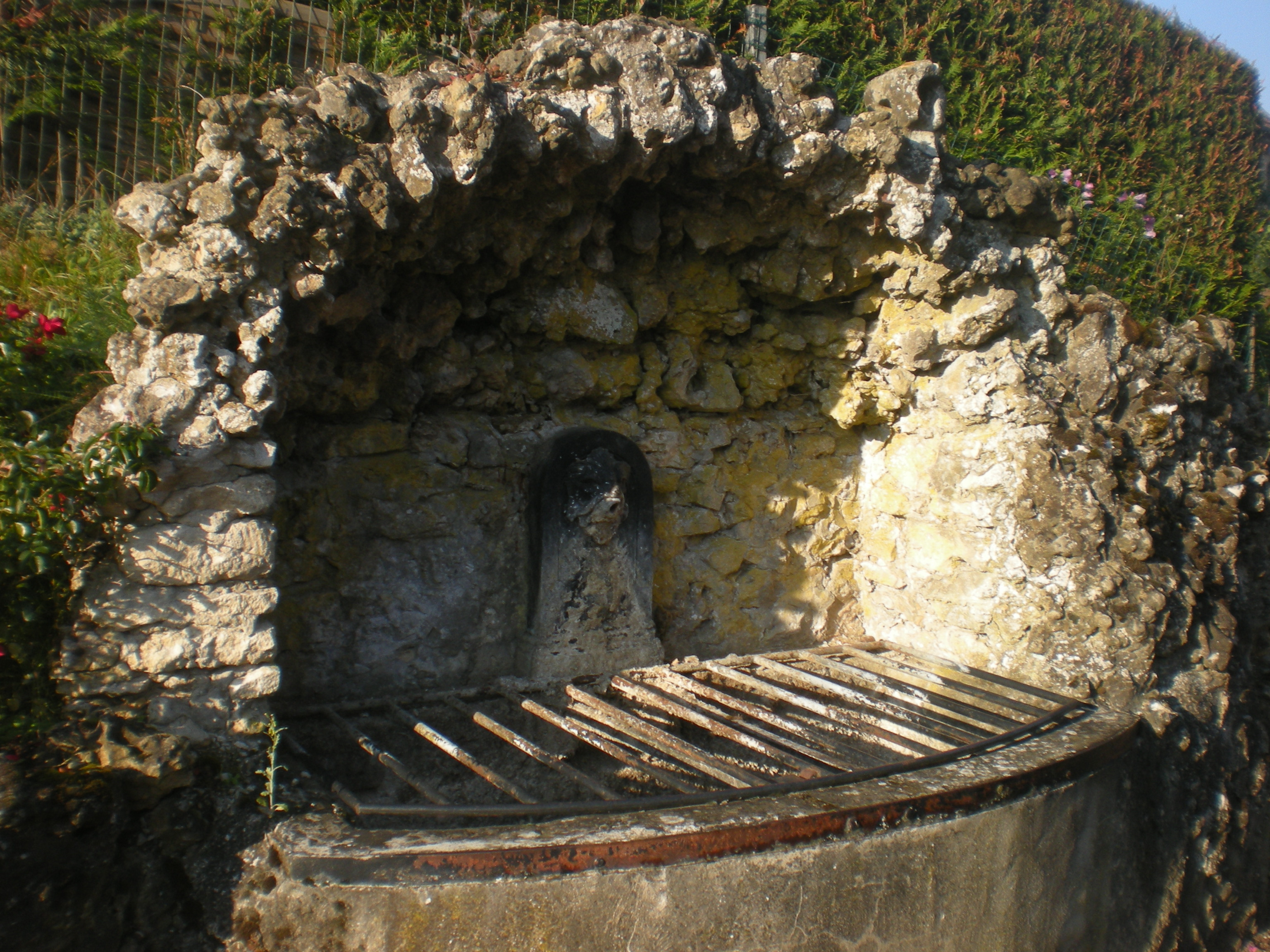
Fontaine, rue Robert-Weiss.
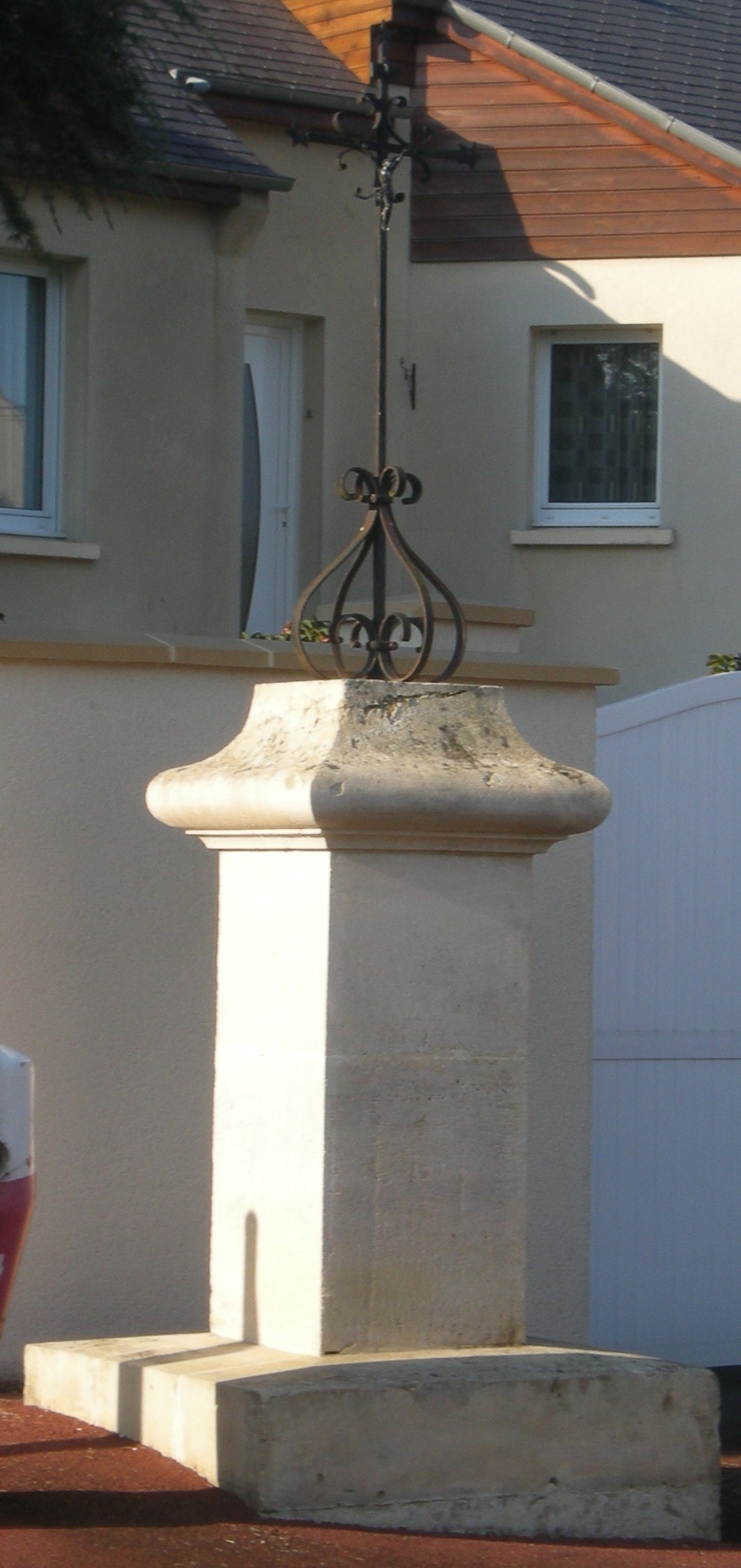
Croix à Gicourt.
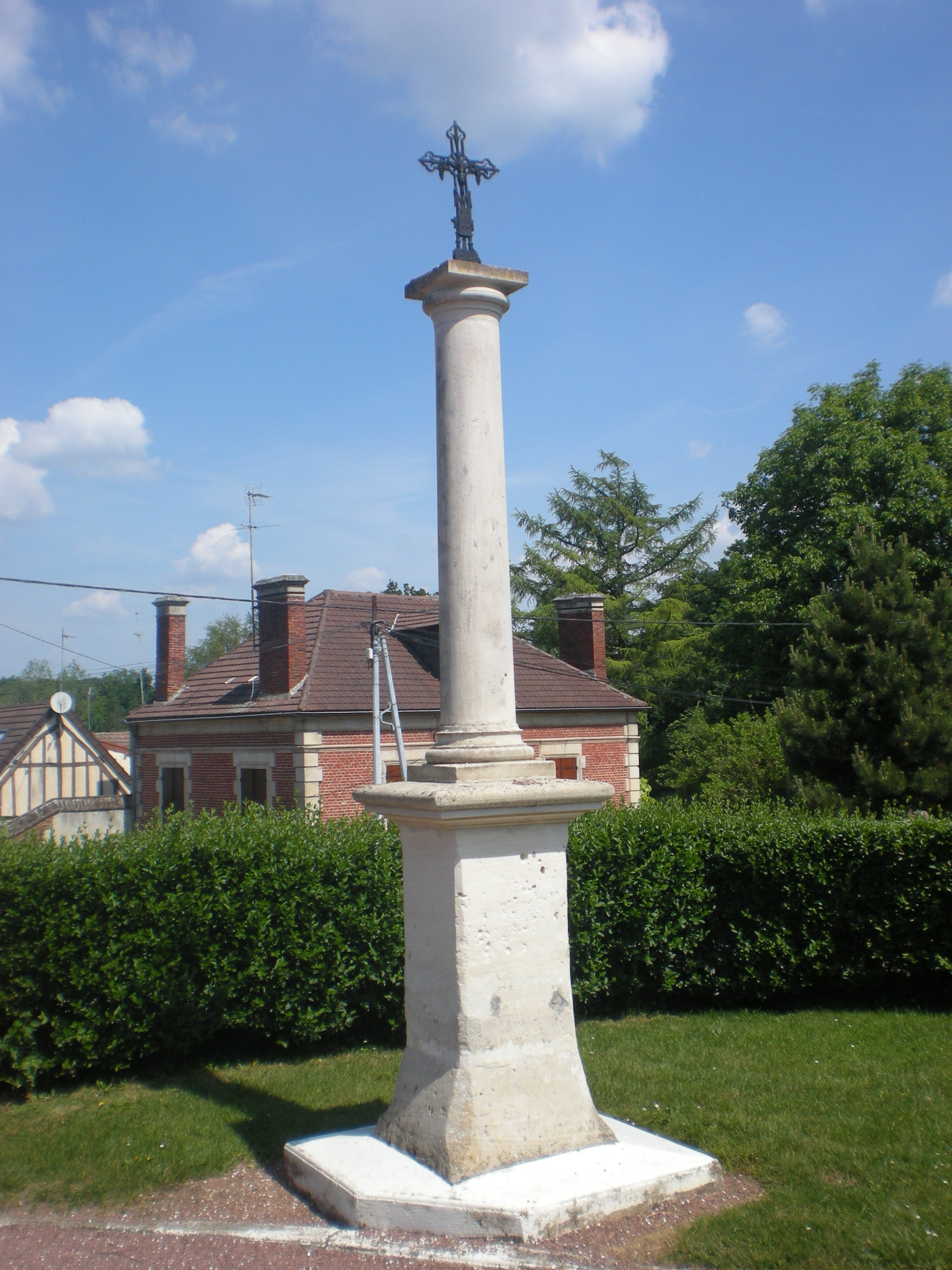
Croix à Boulincourt.

### Personnalités liées à la commune
- Guibert de Nogent (1053 ou 1055-1125), serait né suivant les sources à Agnetz, Clermont ou Catenoy[82]; quoi qu'il en soit, il indique lui-même dans son autobiographie avoir été guéri d’une fièvre tenace après une nuit passée dans l'église Saint-Léger d'Agnetz[83]. Il fut théologien et « historien » de la première croisade[84].
- Anseau Ier de Ronquerolles, seigneur de Ronquerolles
- Anseau II de Ronquerolles, seigneur de Ronquerolles cité dans de nombreux actes de 1190 à 1218[85] il ordonne la construction de la chapelle de Ronquerolles en 1210[86].
Ses armoiries de gueules papelonné d'argent[87], se trouvent sur le blason de la commune homonyme de Ronquerolles dans le Val-d'Oise. Cette dernière a choisi de prendre ces armoiries pour blason après en avoir trouvé la description, aux archives nationales de Paris, dans le Grand Armorial Général, Tome 3 (en axant leurs recherches à partir des termes Ronquerolles et Isle de France)[88]. La famille de Ronquerolles (Canton de Clermont) et de Ronquerolles (Canton de l'Isle-Adam) seraient en fait deux branches de la même famille[89].
- Aubert de Boulincourt, seigneur de Boulincourt en 1202[85].
- Eudes Ier de Ronquerolles, fils d'Anseau II de Ronquerolles. Chevalier du Beauvaisis en Terre-Sainte[85], il a participé en 1220 à la cinquième croisade[90] en portant les armoiries de son père[91].
- Eudes de Crevecoeur, seigneur de Ronquerolles.
- Eudes II de Ronquerolles, seigneur de Saint-Deniscourt.
- Nivelon (ou Nevelon) de Ronquerolles[92], seigneur de Ronquerolles en 1250[85], seigneur de Sailleville (actuel hameau de Laigneville).
- Simon de Ronquerolles, seigneur de Ronquerolles en 1280[85].
- Jean de Ronquerolles, seigneur de Fouilleuse dont les armoiries de gueules papelonné d'argent au franc-quartier de sable[93] sont assez proches de celles qu'arbore aujourd'hui la commune de Fouilleuse de  gueules papelonné d'argent entre-semé de trèfles renversés du même, au franc-quartier de sable chargé d'une tour d'or coulissée, ajourée et maçonnée du champ[94]
- Robert de Boulincourt, seigneur de Boulincourt en 1308
- Guillaume de Boulaincourt, seigneur de Boulincourt en 1350.
- Jean de Mirelessart, seigneur de Boulincourt en 1352, qui disposait d'un droit d'usage dans la forêt de Hez[85] pour le gros et le menu en tous ses bois.
- Witasse de Mirelessart, seigneur de Boulincourt en 1373 disposait d'un droit d'usage en forêt de Hez lui permettant d'y mener paître douze vaches, d'y mettre en paisson dix pourceaux, et de prendre pour brûler et bâtir en son manoir de Boulincourt tout le bois dont il pouvait avoir besoin[95].
- Jean de Humières, seigneur de Nointel, propriétaire des terres de Ronquerolles en 1539[85].
- Siméon-Guillaume de La Roque (1551-1611), poète baroque né à Agnetz[96].
- Jean de Belletas seigneur de Gicourt et de Boulincourt qui vendit ces deux seigneuries, le 20 avril 1622, à François Ollier[85].
- François Ollier notaire et secrétaire du Roy, seigneur de Ronquerolles (à partir de 1602), de Gicourt et de Boulin court (à partir du 20 avril 1622), seigneur de Nointel[97], son fils Édouard Ollier reçoit à plusieurs reprises, au château de Nointel, devenu le Marquisat de Nointel, le roi de France et de Navarre Louis XIII.
- Gabrielle d'Estrées aurait occupé l’un des châteaux du seigneur de Gicourt, Gilles d'Espaieres, où Henri IV lui aurait rendu visite[98].
- Louis Béchameil, surintendant de la Maison de Duc d'Orléans puis maître d'hôtel de Louis XIV, fut propriétaire de la seigneurie de Ronquerolles de 1670 à 1772. Il lui est prêté l'invention de la sauce béchamel[99].
- Le hameau de Ramecourt appartenait en 1789 à Charles Fourcroy de Ramecourt, ingénieur, directeur général du génie[100].
- Le vicomte Charles Godard d'Aucour de Plancy (né en 1809, mort à Agnetz[Note 9] en 1890), homme politique français, sous-préfet de Clermont de 1839 à 1848, député de l'Oise du 13 mai 1849 au 4 septembre 1870[101] (sur la même période son père est député de l'Aube)[102], siégeant à droite et soutenant le Second Empire au sein de la majorité dynastique il rejoint le Tiers Parti, maire d'Agnetz en 1848[103]
- Émile de Girardin (1802-1881), journaliste et homme politique français, fût propriétaire du Château d'Agnetz où il passa les derniers étés de sa vie[104].
- Paul Cuvinot sénateur de l'Oise de 1879 à 1920[105], habita le château d'Agnetz "Castel" en 1882 après la mort d'Émile de Girardin[82].
- Delphe-Auguste Labitte (1821-1891), directeur de la maison de santé de Clermont, homme politique français legitimiste catholique, maire d'Agnetz, conseiller général du canton de Clermont de 1886 à 1891, élu le 8 février 1871 député de l'Oise (1871-1876, 1877-1878)[106].
- Frédéric Joliot-Curie a habité après la première guerre mondiale le petit moulin de Ronquerolles[82].
- Bernard Laurent, résistant communiste né à Ronquerolles en 1921, exécuté par les nazis au Mont-Valérien le 17 avril 1942, à la suite des procès de la Maison de la Chimie du 7 au 14 avril 1942[107].
- Charley Roguet, industriel, dit le châtelain d'Agnetz commandant du groupe de Résistance d'Agnetz, chef FFI d'Agnetz[108].
- Le prêtre Roger Matassoli est retrouvé assassiné dans sa maison à Agnetz en novembre 2019[109],[110].

### Héraldique
| Armes de Agnetz | Les armes de Agnetz se blasonnent ainsi : Ecartelé au premier d’azur à trois fleurs de lys d’or (Ronquerolles), au deuxième de gueules à la bande d’argent côtoyée de deux cotices du même (Ramecourt), au troisième de gueules à la merlette d’or (Boulincourt), au franc quartier d’argent un poignard en bande de gueules (Agnetz), au quatrième d’azur à trois châteaux d'or (Gicourt). - Quartier supérieur gauche: Fleurs de lys d'or sur fond azur. Ce sont les armes des Bourbons qui avaient pouvoir de Seigneurie sur le territoire de Ronquerolles. - Quartier supérieur droit: Bandes d'argent sur fond de gueules ce qui représentait les armes de la famille de Mirelessarti qui avaient droit d'apanage sur le territoire de Boulincourt. - Quartier inférieur gauche: Représente une double évocation puisque constitué du blason traditionnel des maires d'Agnetz, de gueules à trois besons d'argent chargé d'une épée de gueules en bande, enjolivé par ce charmant oiseau d'or emprunté aux armes de la famille d'Auvillers qui était apanagée sur Ramecourt. - Dernier quartier inférieur droit: Représente trois châteaux. C'est un raccourci des armes de Gilles d'Espaieres, d'azur à cinq châteaux d'or, Seigneur de Gicourt. |